# Moduł księżycowy (program Apollo)

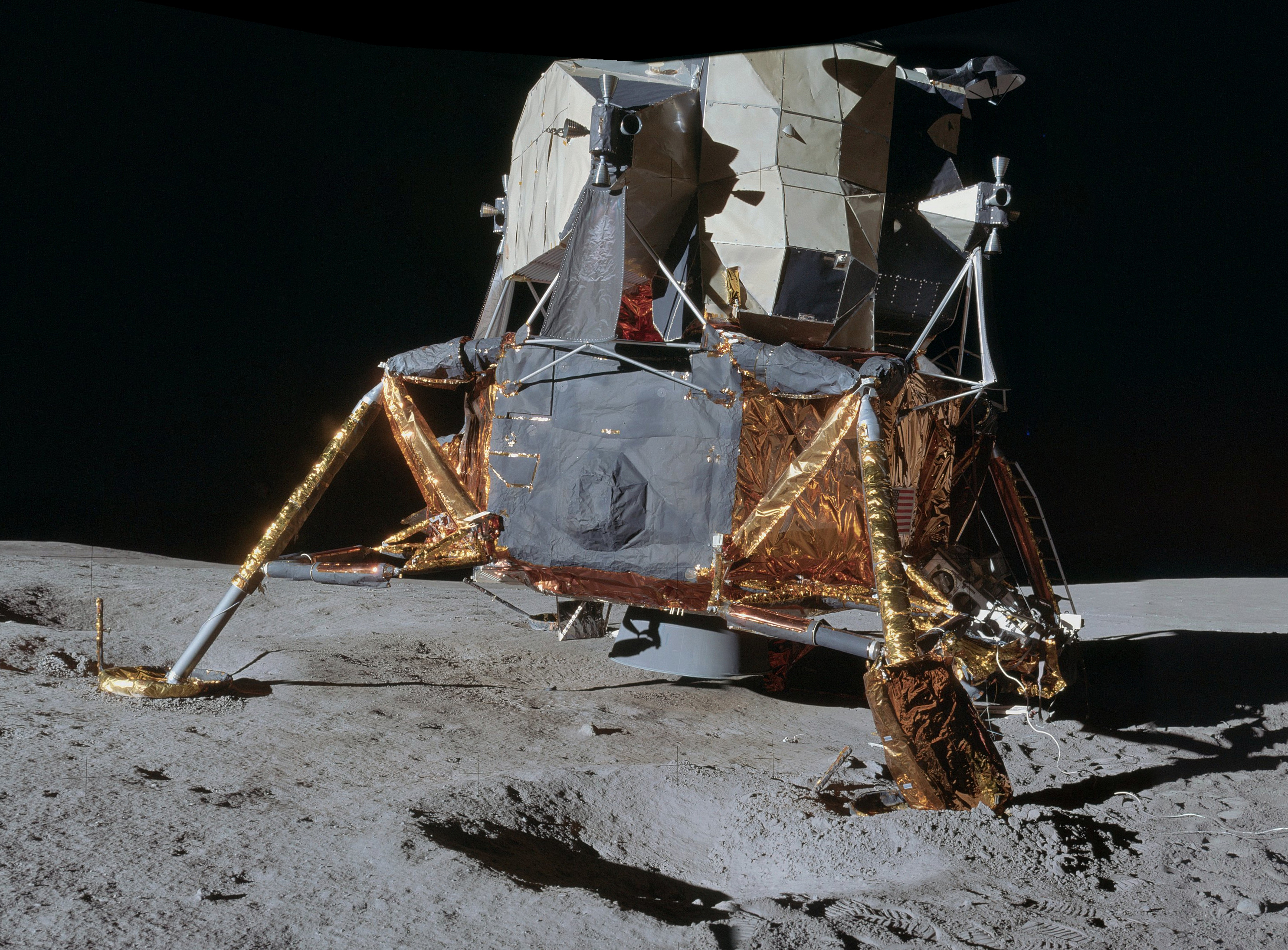
Lądownik księżycowy na powierzchni Księżyca widziany z tyłu

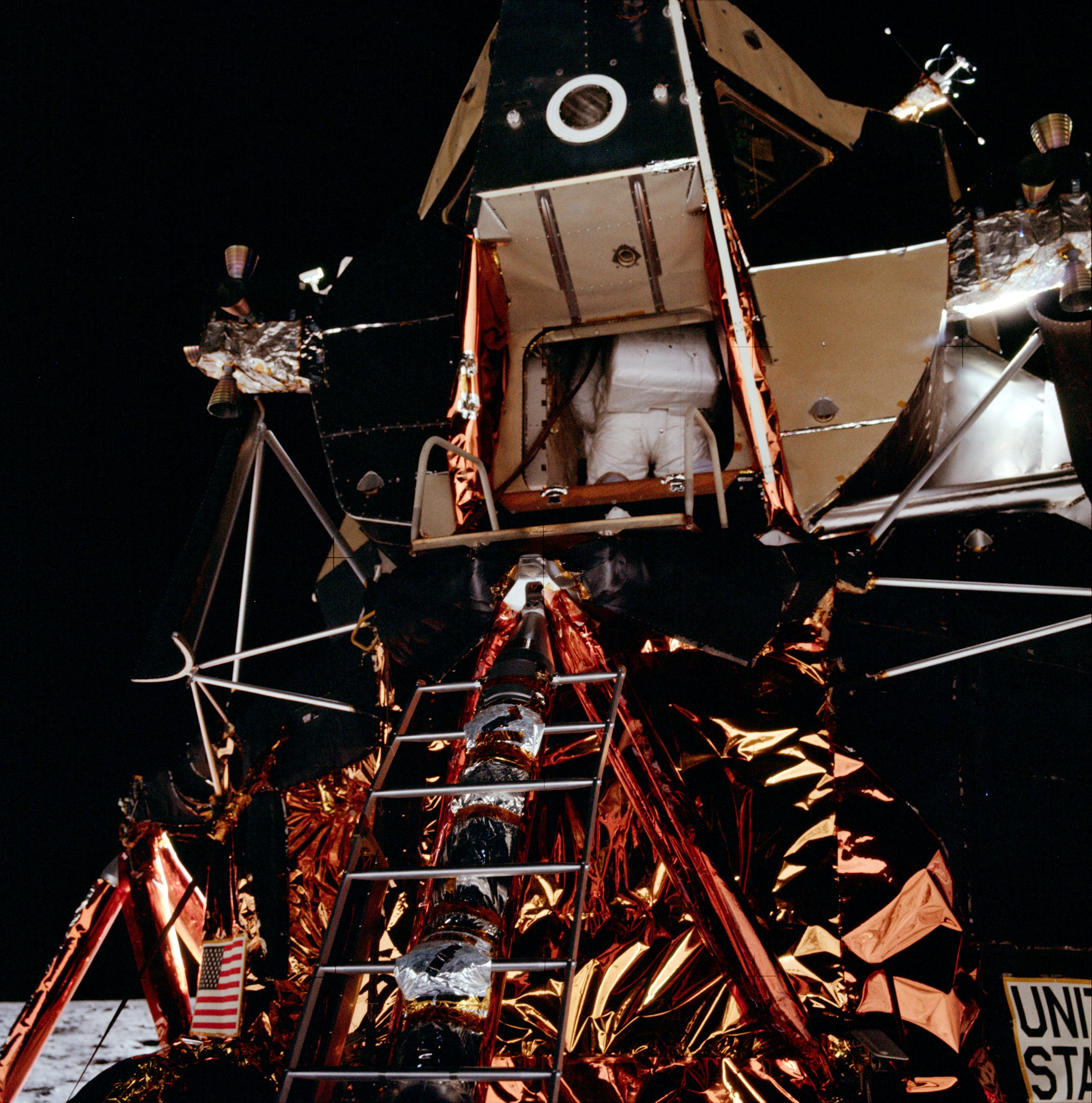
Lądownik księżycowy widziany z przodu

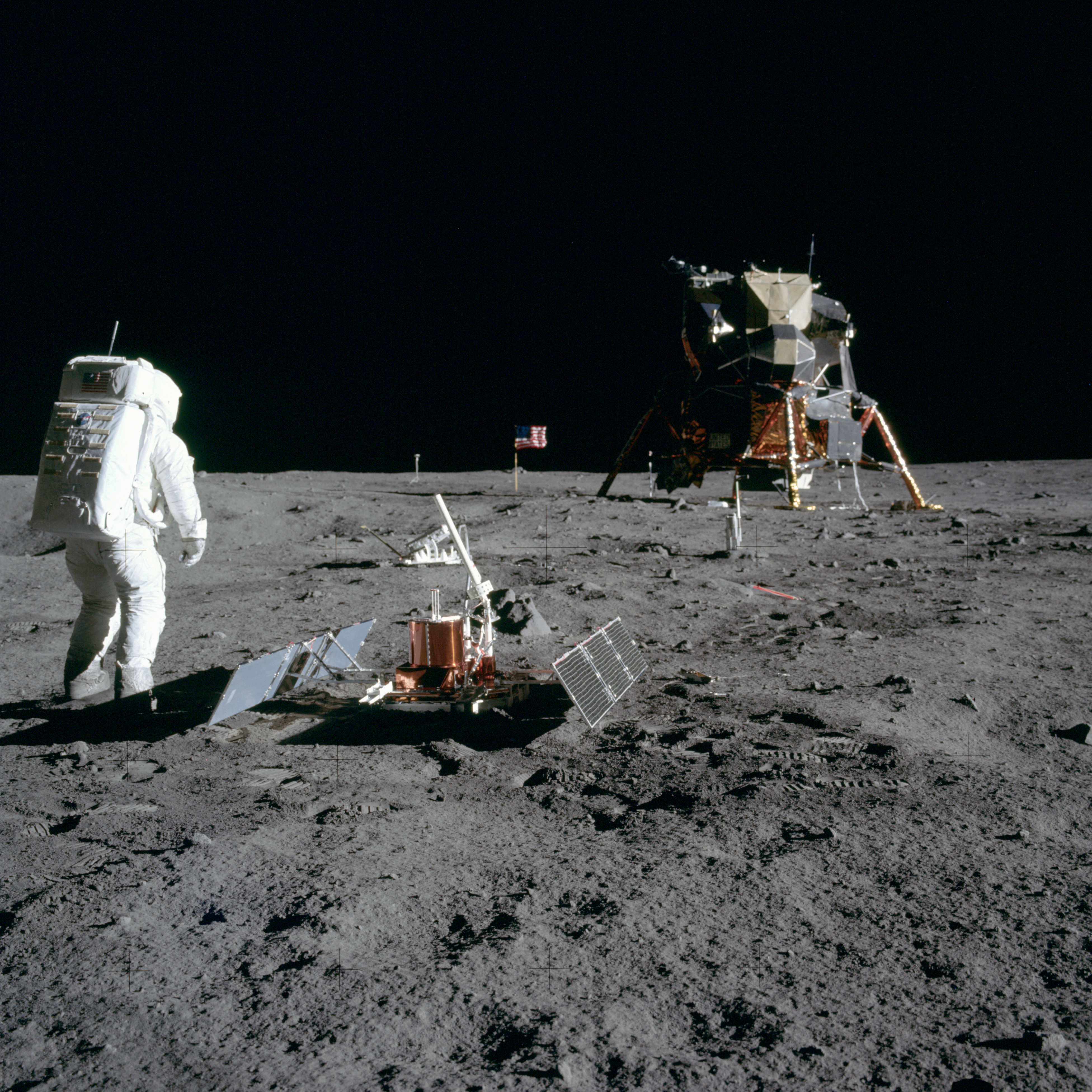
Buzz Aldrin podczas misji Apollo 11

Moduł księżycowy (ang. Lunar Module) – dwuczłonowy statek kosmiczny zaprojektowany w ramach programu Apollo do operacji kosmicznych w pobliżu Księżyca i na jego powierzchni, składający się z członu zniżania i członu wznoszenia. Zaprojektowany i produkowany przez firmę Grumman na Long Island moduł, przeznaczony był do przewozu dwóch astronautów z orbity Księżyca na jego powierzchnię i z powrotem. Masa pojazdu wynosiła 15 065 kg, włączając astronautów, paliwo i inne materiały.
Moduł księżycowy był zdolny do pracy wyłącznie w przestrzeni kosmicznej. Po wykonaniu swojego zadania moduł zniżania pozostawał na powierzchni Księżyca, a moduł wznoszenia porzucany był w przestrzeni kosmicznej i w końcu rozbijał się o powierzchnię Księżyca, co było wykorzystywane jako źródło fal sejsmicznych dla programu ALSEP.

## Wprowadzenie
Rakieta Saturn V wynosiła statek kosmiczny Apollo na odległość 305 km od Ziemi, do rejonu TLI ang. Trans Lunar Injection. Częścią członu S-IVB rakiety Saturn V był adapter SLA, w którym transportowano do TLI moduł księżycowy. W rejonie TLI moduł księżycowy był usuwany z adaptera SLA i łączony portem dokowania z modułem dowodzenia modułu CSM. W tej konfiguracji zestaw składający się z modułu CSM i modułu księżycowego poruszał się do orbity Księżyca.
Obydwa człony modułu księżycowego połączone były sworzniami pirotechnicznymi i funkcjonowały jako jedna jednostka do momentu, kiedy stawało się konieczne ich rozdzielenie, czyli do momentu startu z powierzchni Księżyca. Rozdzielenie członów było realizowane poprzez zdetonowanie sworzni, następowało także rozdzielenie pozostałych międzyczłonowych połączeń i kabli. Od tego momentu człon wznoszenia stawał się samodzielną jednostką do momentu spotkania i dokowania z orbitującym wokół Księżyca Modułem Dowodzenia/Serwisowym CSM (ang.) Command Service Module. Moduł opadania służył jako platforma startowa dla modułu wznoszenia i pozostawał na powierzchni Księżyca.
Podsystem kontroli środowiska (ang.) Environmental Control Subsystem (ECS) utrzymywał odpowiednie warunki w kabinie LM. Energia elektryczna była dostarczana z 6 baterii srebrowo-cynkowych. Kontrola sterowania i nawigacja były realizowane poprzez system radarowy oraz platformę bezwładnościową ang. Inertial Measurement Unit (IMU), składającą się z żyroskopów, akcelerometrów. Istotną rolę w systemie kierowania nawigacji spełniał komputer modułu księżycowego ang. LM Guidance Computer (LGC).

## Główny system napędowy
Główny system napędowy MPS (z ang. main propulsion system) składał się z sekcji napędowej opadania DPS (z ang. descent propulsion system) i z sekcji napędowej wznoszenia APS (z ang. ascent propulsion system). Każda sekcja była całkowicie niezależna i składała się z silnika rakietowego na paliwo płynne, z własnym zapasem paliwa, z własną instalacją ciśnieniową i elementami zasilania.
W przypadku przerwania misji APS lub DPS były w stanie doprowadzić LM do spotkania z CSM z dowolnego punktu trajektorii opadania. Bezpośrednio na powierzchni Księżyca był obszar, w którym misja nie mogła być przerwana (ale mogła być kontynuowana). Wybór silnika do opuszczenia powierzchni Księżyca w sytuacji przerwania misji zależał od tego, jak długo silnik opadania pracował i jak wiele paliwa pozostało w członie opadania.
Obydwie sekcje napędowe używały identycznego dwupłynowego paliwa hipergolowego, na które składały się: reduktor „aerozine 50”, tj. mieszanka hydrazyny i dimetylohydrazyny oraz tetratlenek diazotu N2O4 jako utleniacz. Stosunek wtryskiwanego utleniacza do paliwa wynosił w przybliżeniu 1,6:1 (wagowo).
Podstawowe operacje obydwu sekcji napędowych (paliwa i utleniacza) były podobne. W każdej sekcji gazowy hel napierając na elastyczny pojemnik z paliwem lub z utleniaczem umieszczonym w butli ciśnieniowej, wtłaczał płynne paliwo lub płynny utleniacz poprzez zawory odcinające do wtryskiwacza silnika. W DPS hel był przechowywany w stanie ciekłym, a w APS w stanie gazowym. Podstawowym powodem stosowania ciekłego helu było zmniejszenie masy tegoż helu.
Obydwa silniki opadania i wznoszenia składały się z komór spalania, w których paliwo rakietowe mieszało się z utleniaczem i spalało. Właściwe rozpylenie zapewniały wtryskiwacze, a zawory sterujące i dysze regulowały, inicjowały i zatrzymywały przepływ paliwa do silnika. Silnik opadania, który był większy i wytwarzał większy ciąg od silnika wznoszenia, miał możliwość regulacji ciągu i był umocowany na pierścieniu z przegubem kardanowym w celu umożliwienia sterowania kierunkiem wektora ciągu. Silnik wznoszenia nie miał regulacji ciągu i był osadzony sztywno.
W obu sekcjach zastosowano nadmiarowość zasadniczych elementów, w celu zapewnienia niezawodności działania systemu napędowego.

## Człon zniżania

Człon zniżania modułu księżycowego

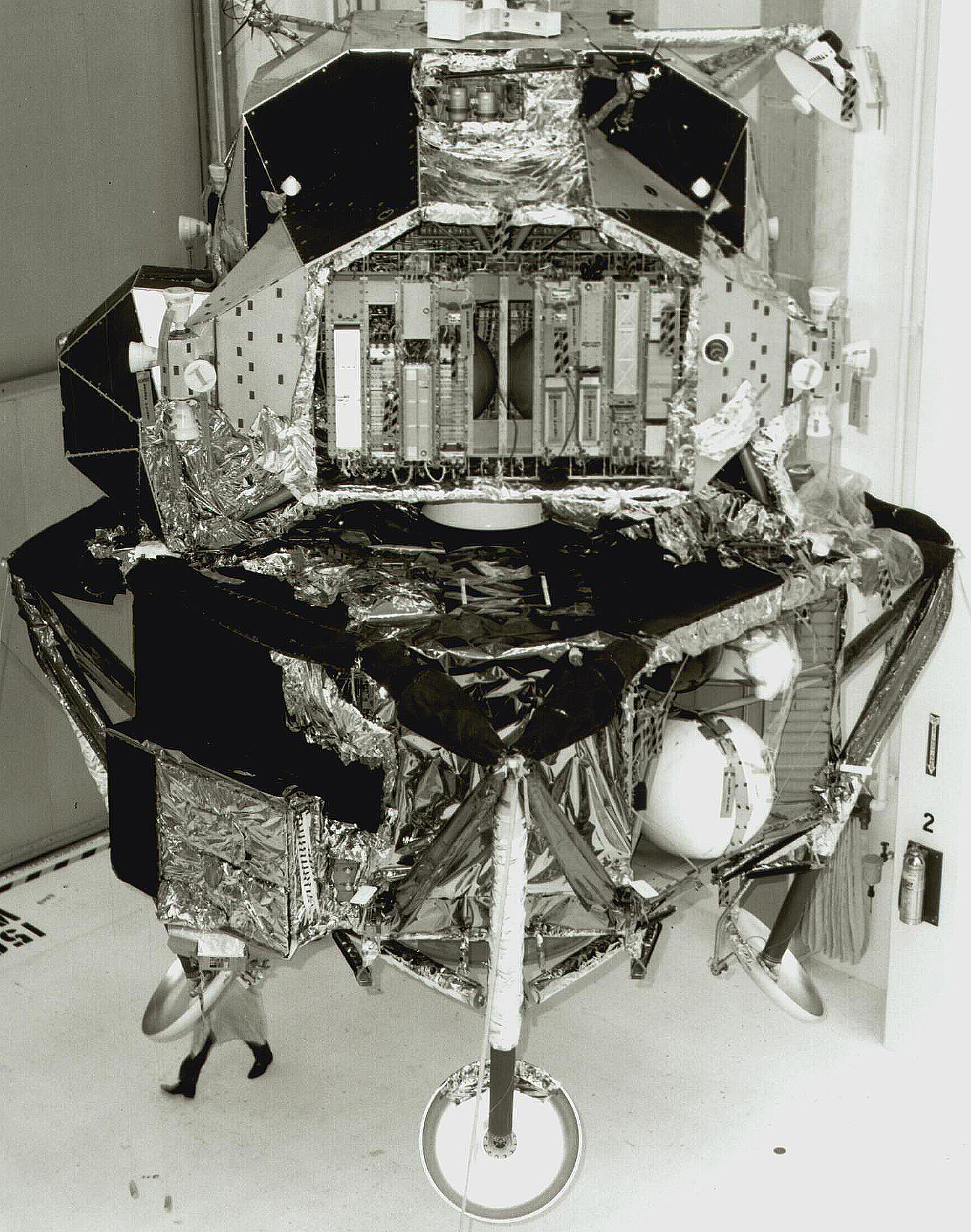
Mechanizm lądowania w położeniu złożonym

Człon zniżania (opadania) do momentu osiągnięcia powierzchni Księżyca stanowił całość z członem wznoszenia i był ośmiokątnym graniastosłupem o przekątnej 4,2 metra i 1,7 metra wysokości. Cztery nogi lądowania z czterema okrągłymi stopami były zamontowane do boków członu zniżania i po przyziemieniu utrzymywały moduł księżycowy 1,5 metra nad powierzchnią Księżyca. Na jednej z nóg była umieszczona drabina prowadząca do włazu poprzez małą platformę. Z dołu członu wystawał na metr długi stożkowy fartuch przegubowo zawieszonego silnika zniżania. Człon zniżania miał dwa zbiorniki paliwa „aerozine 50”, dwa zbiorniki utleniacza tetratlenku diazotu, wodę, tlen, zbiorniki z helem, kanistry z wodorotlenkiem litu. Jedna wnęka członu zawierała przestrzeń ładunkową dla księżycowego zestawu do eksperymentów naukowych ang. Apollo Lunar Surface Experiments Packages ALSEP lub w przypadku Apollo 15, 16, 17 księżycowy łazik. W członie zniżania znajdował się także radar lądowania. Człon zniżania służył jako platforma startowa dla członu wznoszenia. Człon zniżania nie był hermetyczny i panowało w nim ciśnienie równe zewnętrznemu. Na jednej z nóg modułu zniżania, w pobliżu drabiny, była zamocowana aluminiowa pamiątkowa tabliczka zawierająca numer aktualnej misji, nazwiska astronautów, ich podpisy, a w przypadku pierwszej i ostatniej misji, także podpis prezydenta Stanów Zjednoczonych R.M. Nixona
W skład członu zniżania wchodziły cztery amortyzowane podpory tworzące mechanizm lądowania. Ich zadaniem było wytłumienie wstrząsu towarzyszącemu uderzeniu o powierzchnię Księżyca podczas lądowania, a w konsekwencji uniknięcia uszkodzeń lub przewrócenia się modułu księżycowego. Podczas transportowania modułu do orbity Księżyca, mechanizm lądowania pozostawał w pozycji złożonej, nieprzygotowanej do lądowania. Dopiero kiedy do LM przeszła załoga w celu uruchomienia i sprawdzenia modułu, dowódca włączał przełącznik LDG GEAR DEPLOY na panelu nr 8. Wtedy poprzez eksplozywne mechanizmy zostawała usuwana blokada sprężyn, które zwolnione wydłużały mechanizm lądowania i blokowały się w nowej pozycji. Jednocześnie na rozwiniętym mechanizmie lądowania zostawały odsłonięte czerwone luminescencyjne pasy widoczne w dzień i w nocy z odległości przynajmniej 30 metrów tak, aby z modułu dowodzenia można było jednoznacznie stwierdzić, że mechanizm lądowania został poprawnie rozłożony.
Parametry techniczne członu zniżania:
- wysokość (bez sondy lądowania): 2,62 m
- szerokość (bez podwozia): 3,91 m
- szerokość (z podwoziem): 9,4 m
- masa (łącznie z paliwem): 10334 kg
- woda: 151 kg
- silnik systemu zniżania ang. Descent Propulsion System (DPS)
  - masa paliwa: 8200 kg
  - ciąg: 45040 N, możliwość regulacji ciągu w zakresie 10% a 60% wartości maksymalnej,
  - paliwo: Aerozine 50/tetratlenek diazotu,
  - wytwarzanie ciśnienia: 22 kg ciekłego nadkrytycznego helu w zbiorniku pod ciśnieniem 10,72 MPa
  - Impuls właściwy: ciężarowy – 311 s, masowy – 3050 Ns/kg (=m/s)
- Delta-v: 2500 m/s
- Baterie: cztery (Apollo 9-14) lub pięć (Apollo 15-17) 28–32 V, baterie srebrowo-cynkowe o pojemności 415 Ah i masie 61 kg każda[2][6].

## Człon wznoszenia

Człon wznoszenia modułu księżycowego

Człon wznoszenia był jednostką o nieregularnym kształcie, w przybliżeniu 2,8 metra wysoki, 4,0 do 4,3 metra szeroki, zamontowany na górze członu zniżania.
Załogowa część LM znajdowała się w członie wznoszenia, mieściła dwóch astronautów i składała się z trzech głównych części: przedziału załogi, części środkowej i tylnego przedziału wyposażenia. Przedział załogi i część środkowa tworzyły kabinę, która była klimatyzowana i hermetyzowana. Obszary inne niż kabina nie były hermetyzowane.
Przedział o objętości 6,65 metrów sześciennych funkcjonował też jako baza dla księżycowych operacji. Podczas spacerów księżycowych kabina członu wznoszenia poddawana była dekompresji, była rozhermetyzowana, a po skończonym spacerze była hermetyzowana i napełniana tlenem. Był tam również właz wyjściowy z jednej strony, i na górze, właz do połączenia z modułem dowodzenia modułu CSM. Na górze była także zamontowana paraboliczna sterowalna antena radaru zbliżeniowego ang. Rendezvous Radar i paraboliczna antena pasma-S służąca do łączności z Centrum Łączności Kierowania Załogowymi Lotami Kosmicznymi (ang.) Manned Space Flight Network (MSFN), oraz antena VHF do łączności z CSM. Antena pasma S z parabolicznym reflektorem była rozwijana na powierzchni Księżyca, w czasie lotu pozostawała w stanie złożonym. Dwa trójkątne okna znajdowały się powyżej włazu wejściowego, po obu jego stronach. Na dole podstawy mieścił się silnik wznoszenia. Człon wznoszenia zawierał również aerozine 50 jako paliwo, zbiornik z utleniaczem, hel, płynny tlen i tlen gazowy.
W związku z tym, że moduł LM podczas lotu miał być obsługiwany na stojąco, nie był on wyposażony w siedzenia dla załogi (we wnętrzu można było jednak siedzieć np. na pokrywie silnika członu wznoszenia). Konsola kontrolna była zamontowana z przodu przedziału załogi, powyżej włazu wejściowego i pomiędzy dwoma oknami, kolejne dwa panele były zamontowane na burtach.
Jedyną cechą, jaka wiąże ten człon ze wznoszeniem, był silnik rakietowy, który pracował tylko w fazie wznoszenia. Ponadto człon wznoszenia był przedziałem astronautów w czasie lądowania, wznoszenia, jak i dokowania, był też bazą podczas spacerów kosmicznych wykonywanych na powierzchni Księżyca.
Parametry techniczne:
- Załoga: 2
- Objętość kabiny: 6,7 m³
- Wysokość: 2,83 m
- Szerokość: 4,29 m
- Długość: 4,04 m
- Masa łącznie z paliwem: 4700 kg
- Atmosfera: 100% tlenu przy ciśnieniu 33 kPa
- Woda: dwa zbiorniki po 19,3 kg
- Chłodzenie: 11 kg glikolu etylenowego
- Reakcyjny system sterowania (RCS)
  - masa paliwa: 287 kg
  - silniczki rakietowe: szesnaście x 440 N w czterech modułach
  - paliwo: Aerozine 50 paliwo[c] / tetratlenek diazotu (N2O4) utleniacz
  - impuls właściwy: względem ciężaru – 290 s, względem masy 2840 Ns/kg (=m/s)
- Główny system napędowy (APS)
  - masa paliwa: 2353 kg
  - silnik: Rocketdyne RS-18
  - ciąg: 16000 N
  - paliwo: Aerozine 50 paliwo/ utleniacz tetratlenek diazotu
  - zbiorniki ciśnieniowe: dwa 2,9 kg zbiorniki z helem pod ciśnieniem 21 MPa
  - impuls właściwy: względem ciężaru – 311 sekund, względem masy 3050 Ns/kg (=m/s)
- delta-v: 2220 m/s
- Współczynnik ciągu do ciężaru: 2,124 (w grawitacji Księżyca)
- Baterie: dwie 28–32 V, 296 Ah srebrowo-cynkowe; 57 kg każda
- Zasilanie elektryczne: 28 V DC, 115 V 400 Hz AC[2][8]

## Część załogowa

Rysunek wnętrza kabiny załogi

Załogowa część LM była częścią członu wznoszenia. Przedziałem załogi była przednia część członu wznoszenia o wymiarach 2,3 metra średnicy i 1 metr długości. Ten przedział był stanowiskiem załogi w czasie lotu; były tam wskaźniki kontrolne, joystick dowódcy, uchwyty, poręcze i miejsca leżące przeznaczone do odpoczynku.
Kadłub przedziału załogi wykonany był ze stopu aluminium o strukturze plastra miodu. Taka konstrukcja zapewniała dużą sztywność ścian kadłuba, przy minimalnej wadze materiału. Obciążenia mechaniczne, jakie musiał wytrzymać przedział załogi, wynikały z różnicy ciśnienia wewnątrz przedziału napełnionego tlenem, a próżnią kosmosu. Maksymalne ciśnienie tlenu, jakie występowało w kabinie LM, wynosiło 35 kN/m2. Dopuszczalne przenikanie tlenu z kabiny LM do próżni kosmosu wynosiło 90 g/h, podczas gdy rzeczywiste przenikanie tlenu do przestrzeni kosmicznej wahało się w granicach od 14 g do 23 g na godzinę.
Dwa trójkątne okna zapewniały dobrą widoczność podczas opadania, wznoszenia, lotu spotkaniowego z modułem Command/Serwis i dokowania. Każde z nich miało około 2 stóp kwadratowych (0,18 m²) powierzchni, były one pochylone w dół, co umożliwiało odpowiednią widzialność dookoła, a także w dół. Trzecie okno, służące do dokowania znajdowało się na zakrzywionej powierzchni nad głową dowódcy LM, a dostępna do obserwacji powierzchnia wynosiła 65 cali kwadratowych (419,35 cm²). Wszystkie trzy okna złożone były z dwu oddzielnych szyb przystosowanych do warunków panujących w przestrzeni kosmicznej. Zewnętrzna szyba wykonana była ze szkła z termiczną wielowarstwową powłoką na zewnętrznej powierzchni i z antyrefleksyjną powłoką na wewnętrznej powierzchni.
Wszystkie trzy okna były elektrycznie ogrzewane, aby zapobiec zaparowaniu. Grzejniki dla frontowego okna dowódcy, pilota i okna dokowania pobierały prąd ze źródła 115 V. Temperatury okien nie były monitorowane poprzez wskaźniki i pracą grzejników sterowali bezpośrednio astronauci na podstawie wizualnej obserwacji szyb okiennych. Grzejnik włączano, kiedy na szybie pojawiała się skroplona para lub szron, a wyłączano po poprawieniu się widoczności. Przy opuszczonych roletach ogrzewanie szyb musiało być wyłączone.
Moduł LM posiadał dwa włazy, przedni służył do realizacji zadań poza pojazdem (EVA), a górny służył do przemieszczania się pomiędzy LM i CSM.
Załogowa część LM w misji Apollo 13 służyła jako kabina tymczasowa dla całej załogi tej misji. Po wybuchu zbiornika z tlenem w części serwisowej CSM przerwano kontynuowanie misji, załoga przeszła z modułu dowodzenia do modułu księżycowego i trasę do orbity okołoziemskiej odbyła w nieprzystosowanym do tego module LM. Zaprojektowany dla dwóch astronautów moduł LM nie był w stanie zapewnić odpowiedniej wydajności usuwania dwutlenku węgla, w sytuacji kiedy w LM przebywało trzech astronautów. Specjaliści na ziemi opracowali z detali znajdujących się na statku kosmicznym, a astronauci zbudowali prowizoryczny pochłaniacz CO2. Ratunkowa rola modułu księżycowego polegała na tym, że przebywanie całej załogi misji Apollo 13 w module księżycowym, pozwalało na wyłączenie akumulatorów modułu dowodzenia, w sytuacji kiedy nie było możliwości ich naładowania. Sprawność akumulatorów modułu dowodzenia była nieodzowna w okresie wchodzenia w atmosferę ziemską, przechodzenia przez nią i wodowania.

## Podsystem kontroli środowiska

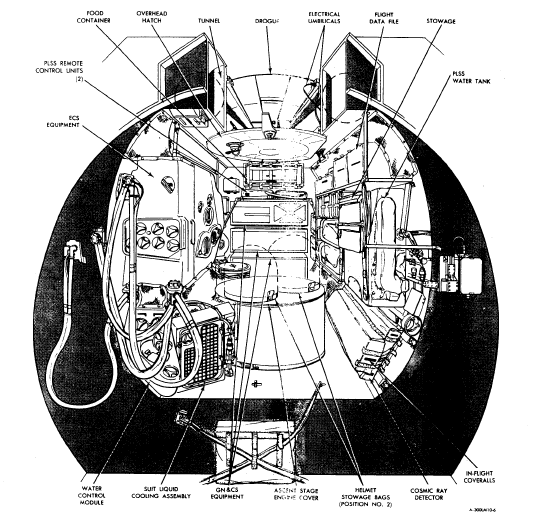
Wnętrze tylnej części kabiny LM. Po lewej stronie widoczna zewnętrzna część systemu ECS wraz z powiązanym z nim wyposażeniem.

Głównym zadaniem podsystemu kontroli środowiska (ang.) Environmental Control Subsystem (ECS) było zapewnienie astronautom warunków niezbędnych do prawidłowego funkcjonowania ich organizmów podczas wykonywania misji w module księżycowym. Ponadto podsystem ECS umożliwiał dehermetyzację i hermetyzację kabiny lądownika, utrzymywał temperaturę niezbędną do właściwego działania aparatury elektronicznej, a także dostarczał wodę do potrzeb spożywczych i technicznych.
ECS odpowiadał także za uzupełnianie zapasów tlenu i wody w przenośnym systemie podtrzymywania życia (ang.) Portable Life Support System (PLSS), który był elementem Pozapojazdowego Zestawu Księżycowego (ang.) Extravehicular Mobility Unit (EMU)
Podział funkcjonalny podsystemu ECS obejmował 4 główne komponenty:
- sekcję regeneracji tlenu (ang.) Atmosphere Revitalization Section (ARS),
- sekcję dostarczania tlenu i kontroli ciśnienia (ang.) Oxygen Supply and Cabin Pressure Control Section (OSCPCS),
- sekcję zarządzania wodą (ang.) Water Management Section (WMS),
- sekcję transportu ciepła (ang.) Heat Transport Section (HTS).

### Sekcja regeneracji tlenu

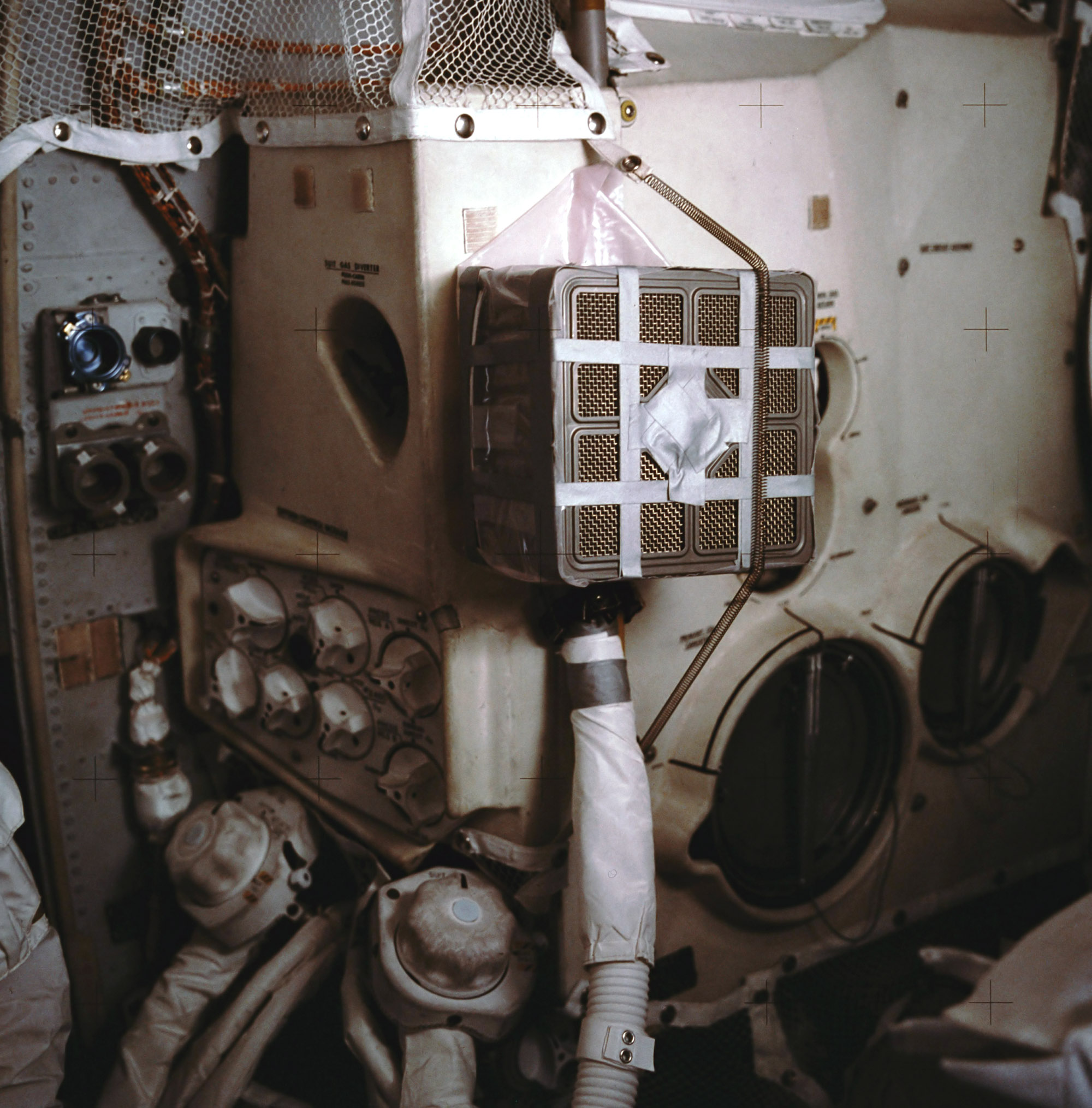
Prowizoryczne podłączenie pochłaniacza do podsystemu ECS podczas misji Apollo 13

Do zadań sekcji regeneracji tlenu (ARS) należało chłodzenie i wentylacja skafandrów astronautów, odprowadzanie z nich wilgoci, dwutlenku węgla, przykrych zapachów i znajdujących się w otoczeniu drobin. System kontrolował też temperaturę tlenu dostarczanego do skafandrów oraz usuwał nagromadzony w kabinie pył księżycowy. W przypadku zaistnienia takiej konieczności ARS zamykał też zawory kontrolujące połączenie skafandra z systemami kabiny LM.
Główne urządzenia i panel kontrolny systemu ARS mieściły się w zespole urządzeń obiegu skafandra (ang.) Suit Circuit Assembly, który znajdował się w lewej części kabiny lądownika. Tlen dostarczany był do skafandrów za pomocą elastycznych przewodów. W skład systemu wchodziły także dwa wentylatory (główny i zapasowy), których zadaniem było zapewnienie ruchu przepływających w systemie gazów, dwa niezależne osuszacze i szereg zaworów, w tym zawór rozdzielczy, za którego pośrednictwem przekazywany był do kabiny tlen o odpowiedniej temperaturze i ilości niezbędnej do swobodnego oddychania. Zawór mógł być zamykany ręcznie podczas operacji wymagających dehermetyzacji lądownika, a także automatycznie w przypadku wykrycia spadku ciśnienia w jego kabinie.
Do usuwania dwutlenku węgla i zapachów służyły dwa połączone równolegle pojemniki wyposażone w filtry z wodorotlenkiem litu i węglem aktywnym: podstawowy, który wystarczał na ok. 41 godzin i zapasowy (będący częścią PLSS) wystarczający na ok. 14 godzin. Wybór pomiędzy systemami możliwy był za pomocą ręcznego przełącznika. Po przefiltrowaniu tlen trafiał do sekcji wentylatorów, które ułatwiały jego rozprowadzanie.
W skład systemu ARS wchodził także układ chłodzenia skafandrów, którego zadaniem było utrzymanie przepływu wody w odzieży chłodzącej zakładanej przez astronautów (ang.) Liquid Cooling Garment (LCG).

### Sekcja dostarczania tlenu i kontroli ciśnienia
Podstawową funkcją sekcji dostarczania tlenu i kontroli ciśnienia (OSCPCS) było przechowywanie tlenu i utrzymywanie jego odpowiedniego ciśnienia w kabinie i skafandrach poprzez kontrolowane dostarczanie go do systemu ARS. Ponadto urządzenia OSCPCS służyły do uzupełniania tlenu w zbiorniku przenośnego systemu podtrzymywania życia (PLSS).
W skład systemu wchodziły cztery zbiorniki ciekłego tlenu, połączenia międzymodułowe wraz z systemem bezpiecznego rozłączania, systemy sterujące i podłączenie do systemu PLSS. Integralną częścią systemu OSCPCS były zawory upustowe umożliwiające automatyczną i ręczną redukcję ciśnienia w kabinie lądownika.

### Sekcja zarządzania wodą
Zadaniem sekcji zarządzania wodą (WMS) było dostarczenie wody do celów konsumpcyjnych, do chłodzenia i ochrony przeciwpożarowej, a także zasilanie nią zbiorników przenośnego systemu podtrzymywania życia (PLSS). WMS dysponować mógł zasobami wody zmagazynowanymi w zbiornikach LM, jak również tymi odzyskanymi z osuszaczy systemu ARS (odzyskana woda wykorzystywana była już wyłącznie do celów chłodniczych).
System WMS zasilany był w wodę z jednego zbiornika członu zniżania (mieszczącego 322 funty, czyli 146 kg wody) i dwóch zbiorników członu wznoszenia (każdy mieścił 42 funty, czyli 19 kg wody). We wszystkich zbiornikach utrzymywane było za pomocą azotu nadciśnienie, które umożliwiało prawidłową dystrybucję wody w warunkach nieważkości. W celu ochrony zasobów wody przed bakteriami była ona jeszcze przed misją mieszana z jodyną.

### Sekcja transportu ciepła
Sekcja transportu ciepła (HTS) służyła do odprowadzania nadmiaru ciepła ze skafandrów, kabiny i elektronicznych urządzeń lądownika do otaczającej go próżni kosmicznej. Zastosowany mechanizm wymiany ciepła z otoczeniem wykorzystywał proces sublimacji wody.
Kluczowymi elementami HTS były podstawowy i zapasowy obieg chłodzący, w których czynnikiem chłodzącym był wodny roztwór glikolu.
Obieg podstawowy kontrolował temperaturę baterii, urządzeń elektronicznych oraz wody w systemie odzieży chłodzącej (LCG). W razie konieczności zgromadzone w HTS ciepło służyło też do ogrzewania tlenu w kabinie i skafandrach. Obieg zapasowy, który aktywowany był w przypadku awarii urządzeń obiegu podstawowego, chłodził jedynie podsystemy niezbędne do bezpiecznego wykonania procedur awaryjnego przerwania misji.
Nadmiar ciepła odprowadzany był przez podstawowy i zapasowy sublimator na zewnątrz lądownika.

## Kierowanie, nawigacja i podsystem sterowania modułu księżycowego
Głównym zadaniem sekcji Kierowania, nawigacji i podsystemu sterowania modułem księżycowym było zbieranie, analizowanie, przetwarzanie danych, w celu zapewnienia, że moduł księżycowy zachowuje się zgodnie z góry opracowanym planem.
Moduł księżycowy do orbity okołoksiężycowej był transportowany zgodnie z profilem misji Apollo. Swój aktywny udział w każdej misji programu Apollo LM rozpoczynał, gdy do jego wnętrza z CSM przechodzili dwaj astronauci i włączali zasilanie, aby sprawdzić go przed wyprawą na powierzchnię Księżyca. Modułem LM wykonującym przelot od CSM do powierzchni Księżyca i z powrotem, nawigował i kierował komputer modułu księżycowego ang. LM Guidance Computer (LGC). LGC był centralnym urządzeniem przetwarzania danych, Systemu Kierowania, Nawigacji i Podsystemu Sterowania ang. Guidance, Navigationd Control Subbsystem (GN&CS). LGC przetwarzał dane, wydawał komendy i sygnały dla wielu podsystemów. Przechowywał istotne dane do odtworzenia trajektorii lotu podczas opadania na powierzchnię Księżyca, lądowania, podczas startu i wznoszenia z powierzchni Księżyca.

Komputer kierowania LM:
- odbierał dane z sekcji optycznej i na ich podstawie obliczał i ustawiał stabilny człon platformy bezwładnościowej ang. Inertial Measurement Unit (IMU).
- wydawał komendy silnikom członu wznoszenia i członu opadania
- wydawał komendy silnikom sterowania reakcyjnego ang. Reaction Control System (RCS).
- wydawał komendy sterowania radiolokacyjną anteną lądowania ang. Landing Radar (LR),
- wydawał komendy sterowania siłownikom radiolokacyjnej anteny śledzenia CSM ang. Rendezvous Radar (RR).
- przesyłał sygnały do wysterowania wskaźników w kabinie LM.[15]

Funkcjonalnie środki do realizacji tych zadań zawarte były m.in. w Głównej Sekcji Kierowania i Nawigacji ang. Primary Guidance and Navigation Section (PGNS). PGNS dostarczała podstawowe środki do nawigacji bezwładnościowej i optycznej. Radar lądowania ang. Landing Radar (LR) i radar śledzenia CSM ang. Rendezvous Radar (RR) spełniały funkcję nawigacji radiolokacyjnej. PGNS działał jak cyfrowy autopilot, kierując LM w ciągu całej misji. Normalnymi wymogami kierowania LM były:
- przeprowadzenie LM z orbity okołoksiężycowej na trajektorię zniżania
- wykonanie lądowania w przewidzianym uprzednio miejscu lub w miejscu wskazanym przez astronautę
- wykonanie startu z powierzchni Księżyca
- realizacja manewru, którego rezultatem było ponowne połączenie się z CSM

Rolę systemu dublującego PGNS spełniała Sekcja Przerwania Kierowaniem ang. Abort Guidance Section (AGS). Chociaż funkcje nawigacyjne spełniał PGNS i system radiolokacyjny, ale nawigacyjne informacje docierały również do AGS. Sekcja AGS włączała się do akcji, w przypadku gdy PGNS nie nadążał z przetwarzaniem danych, wtedy astronauta mógł wprowadzić manualnie nawigacyjne dane z radaru śledzenia CSM (RR) do AGS. Rola AGS kończyła się, gdy LM został wprowadzony na trajektorię spotkania z CSM lub na orbitę parkowania CSM, wtedy PGNS ponownie przejmował swoją rolę. AGS spełniała funkcję dublującą PGNS i była w stanie zastąpić PGNS, jeżeli było to konieczne, mogła określać trajektorię LM od momentu separacji LM od CSM do momentu ponownego połączenia się, włączając w to wznoszenie się z księżycowej powierzchni. AGS wykonywała obliczenia nawigacyjne i wydawała komendy do uruchamiania lub wyłączania silników. Silnik członu opadania, w odróżnieniu od silnika członu wznoszenia, miał możliwość regulacji ciągu i kierunku, te parametry też mogła ustawiać AGS. Kierowanie LM za pośrednictwem AGS mogło być realizowane automatycznie lub ręcznie przez astronautę, na podstawie wskazań, które też wypracowywała AGS. AGS pracowała w bezwładnościowym systemie nawigacji, w związku z tym była sztywno związana z konstrukcją LM.

### System sterowania

Moduł RCS

W skład systemu sterowania modułem księżycowym od strony urządzeń wykonawczych, czyli silników rakietowych, wchodziły, kardanowo zawieszony silnik opadania zamontowany w dolnej części członu opadania, i System Sterowania Reakcyjnego ang. Reaction Control System (RCS) zamontowany na członie wznoszenia. Silnik opadania miał możliwość regulowania mocy ciągu i wektora ciągu. Silniczki RCS stabilizowały lot LM podczas opadania i podczas zawisów. Start z powierzchni Księżyca odbywał się bez silnika opadania, który wraz z członem opadania pozostawał na powierzchni Księżyca. Sterowanie LM podczas wznoszenia odbywało się mocą dysz RCS. Dookoła członu wznoszenia były zamontowane cztery moduły systemu sterowania reakcyjnego, składające się z kolei z czterech komór spalania wykorzystywanych do sterowania położeniem modułu w przestrzeni. Tak więc w skład RCS wchodziło 16 dysz ciągu (TCA thrust chamber assemblies). Dysze RCS pracowały w systemie dwóch równoległych niezależnych urządzeń, w których wspólne były jedynie wspomniane dysze. Każde z tych urządzeń było w stanie samodzielnie wykonać zadanie w przypadku uszkodzenia jednego z nich.
Cztery odchylacze strumienia gazów wylotowych były przymocowane do członu wznoszenia i były przedłużeniem w dół dysz (TCA). Te odchylacze stanowiły tarczę chroniącą LM przed zniszczeniem przez gorące gazy z dysz silników RCS.
Do manualnego sterowania modułem księżycowym przeznaczone były dwa instrumenty:
1. Dżojstik sterowania położeniem, który służył do obracania modułem ksężycowym wokół osi Z, Y, X
2. Manipulator sterowania przemieszczaniem modułu wzdłuż osi Z, Y, X

#### Dżojstik sterowania położeniem LM
W kabinie LM znajdowały się dwa takie same dżojstiki sterowania położeniem ang. Attitude Controller Assembly (ACA). Znajdowały się one na obu stanowiskach astronautów. Były także dwa przełączniki aktywujące dżojstiki sterowania położeniem, ale o tym, który jest aktywny decydowało podświetlenie przełącznika wspomnianego dżojstika. W przypadku włączenia dwóch przełączników ACA/4 JET aktywnym stawał się dżojstik dowódcy. Przełączniki aktywujące dżojstiki znajdowały się na panelu 4 po obu stronach klawiatury LGC. Pod przełącznikiem uruchamiającym dżojstik ACA/ 4 JET znajdował się przełącznik o podobnym przeznaczeniu dla manipulatora TTCA opisany TTCA/TRANSL.
Dżojstiki sterowania położeniem ACA były praworęcznymi dżojstikami z pistoletowym uchwytem i spełniały następujące funkcje:
- Wysyłały do LGC i ATCA[i] informacje w każdym przypadku, kiedy ACA nie znajdowało się w neutralnym położeniu
- Wysyłały polecenia do LGC i do ATCA odnośnie do zmiany położenia LM z szybkością proporcjonalną do kąta przemieszczenia drążka
- Zapewniały przełącznik z funkcją „naciśnij i mów”.

Kiedy astronauta używał swojego dżojstika, ruchy jego dłoni korenspondowały zmianom położenia modułu księżycowego wynikającym z poleceń wskazywanych przez omawiany dżojstik.
- Obracanie manipulatorem zgodnie ze wskazówkami zegara lub przeciwnie do ruchu wskazówek zegara powodowało odpowiednio zmianę położenia osi Y i osi Z w płaszczyźnie poziomej
- Przesuwanie dżojstika do przodu lub do tyłu powodowało odpowiednio opuszczanie lub podnoszenie przodu modułu, czyli obrót wokół osi Y
- Przechylanie dżojstika w prawo lub w lewo powodowało analogiczne zmiany pozycji modułu księżycowego, czyli odpowiednio obroty w prawo lub lewo wokół osi Z

Zmiany ustawienia dżojstika powodowały zmiany w procesach uruchamiania lub wygaszania odpowiednich silniczków RCS zgrupowanych w czterech modułach, w każdym module po 4 silniczki.
Dżojstik ACA był również używany podczas finałowego lądowania na powierzchni Księżyca. Sygnał błędu występujący między zaprogramowaną pozycją lądowania a pozycją wybraną przez astronautę, mógł być anulowany poprzez powtarzające się ruchy dżojstikiem. Po anulowaniu sygnału błędu LM lądował wzdłuż osi Y i Z wskazywanej dżojstikiem przez astronautę.

#### Manipulator sterowania przemieszczaniem LM
W kabinie LM znajdowały się dwa takie same manipulatory sterowania przemieszczaniem LM ang. Thrust/Translation Controller Assemblies (TTCA). Manipulatory znajdowały się na obu stanowiskach astronautów. Były także dwa przełączniki włączające manipulatory sterowania przemieszczaniem LM, ale o tym, który był aktywny, decydowało podświetlenie przełącznika wspomnianego manipulatora. Przełączniki aktywujące manipulatory, opisane TTCA/TRANSL znajdowały się na panelu 4 po obu stronach klawiatury LGC. Nad przełącznikiem aktywującym manipulator TTCA znajdował przełącznik o podobnym przeznaczeniu dla dżojstika ACA opisany ACA/4 JET.
Manipulator TTCA służył do sterowanego – wybiórczego włączania i wyłączania silniczków sterowania reakcyjnego RCS i regulowania ciągu silnika opadania w zakresie od 10% do 95%. Każdy z tych manipulatorów mógł być używany do ręcznego sterowania przemieszczaniem modułu w dowolnej osi bez wytrącania go z pozycji poziomej. W skład manipulatora wchodziła dźwignia ustawiana w jednej z dwu pozycji:
1. THROTTLE
2. JETS

Pozycję THROTTLE wybierano z zamiarem sterowania LM siłą ciągu silnika opadania i silniczków RCS. Pozycję JETS ustawiano z zamiarem sterowania LM przy użyciu tylko silniczków RCS. Manipulatory były obsługiwane lewą ręką i były ustawione pod kątem 45° do linii równoległej do osi Z (osi przód-tył).
Dźwignia na prawej stronie TTCA umożliwiała wybór jednej z dwu funkcji sterowania:
1. THROTTLE sterowanie przemieszczaniem modułu wzdłuż osi Y (oś w prawo-lewo), wzdłuż osi Z (oś przód-tył) używając silniczków RCS i wzdłuż osi X (oś pionowa) używając regulowanego ciągu silnika opadania
2. JETS sterowanie przemieszczaniem modułu w trzech osiach przy użyciu samych silniczków RCS

Stosownie do pozycji, w jakiej był zamontowany manipulator, przemieszczanie modułu księżycowego korespondowało z ruchem dłoni astronauty operującego manipulatorem.
1. Przesuwanie manipulatora w prawo lub lewo powodowało przemieszczanie modułu wzdłuż osi Y.
2. Przesuwanie manipulatora do góry lub na dół powodowało przesunięcie modułu wzdłuż osi X.
3. Wciskanie manipulatora do wewnątrz lub wyciąganie na zewnątrz, powodowało przemieszczanie modułu wzdłuż osi Z.
4. Przesuwanie manipulatora w górę i w dół, kiedy dźwignia THROTTLE-JETS była w dolnej pozycji (JETS) powodowało przemieszczanie modułu wzdłuż osi X przy użyciu silniczków RCS.
5. Przesuwanie manipulatora w górę i w dół, kiedy dźwignia THROTTLE-JETS była w górnej pozycji (THROTTLE) powodowało zwiększanie lub zmniejszanie ciągu silnika opadania.

Niezależnie od ustawienia dźwigni THROTTLE-JETS manipulator mógł wysyłać polececenia przemieszczania się wzdłuż osi Z i Y mocą tylko silniczków RCS.

### Sekcja namiarów astronomicznych
Zadaniem sekcji była obserwacja gwiazd konieczna do dokładnego określenia orientacji stabilnego członu platformy bezwładnościowej ang. Inertial Measurement Unit (IMU) w trzech płaszczyznach. Instrumentem w tej operacji był Optyczny Teleskop Astronomiczny ang. Alignment Optical Telescope (AOT)

#### Platforma bezwładnościowa IMU

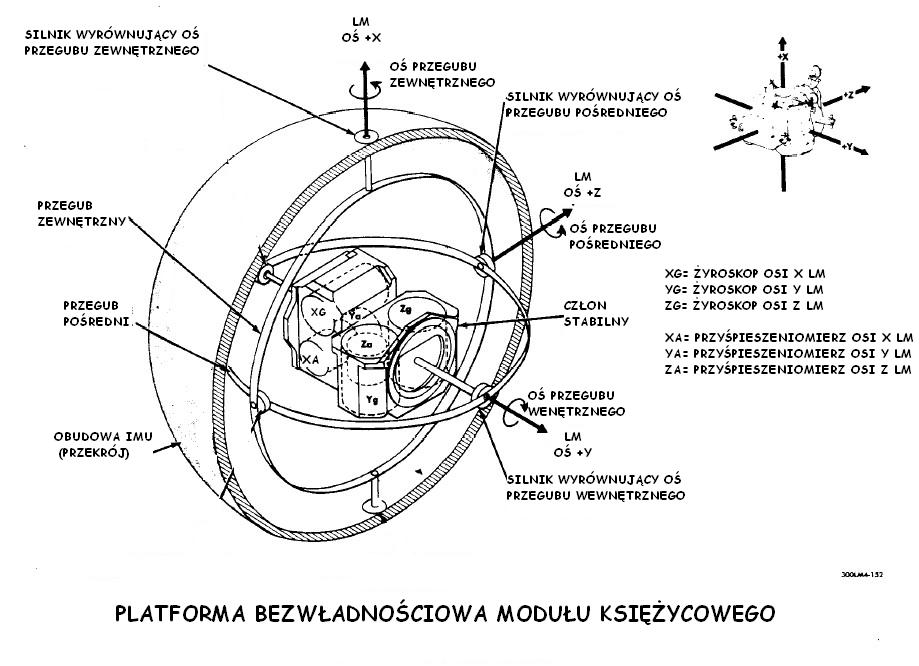
Platforma bezwładnościowa modułu księżycowego

Platforma bezwładnościowa IMU była integralną częścią systemu nawigacji inercjalnej modułu księżycowego.

Platforma IMU składała się z:
- trzech zintegrowanych żyroskopów ang. Inertial Reference Integrating Gyros (IRIG) wyczuwających zmiany w orientacji[j]

członu stabilnego
- trzech przyspieszeniomierzy mierzących zmiany prędkości ang. Pulse Integrating Pendulous Accelerometers (PIPA)
- trzech przegubów

Przeguby IMU składały się z:
- przegubu zewnętrznego ang. outer gimbal axis (OGA) zamontowanego na obudowie IMU
- przegubu pośredniego ang. middle gimbal axis (MGA) zamontowanego na przegubie zewnętrznym
- przegubu wewnętrznego (członu stabilnego) ang. inner gimbal axis (IGA) zamontowanego na przegubie pośrednim

Wszystkie trzy przeguby były sferyczne, posiadały 360° swobody, były ustawiane przez silniki korekcyjne. Żyroskopy IRIG były czułymi elementami pętli stabilizacyjnych platformy IMU i były zamontowane na członie stabilnym z ich osiami wejściowymi wzajemnie ustawionymi pod kątem prostym. Wszelkie zmiany ustawienia LM powodowały zmiany ustawienia członu stabilnego i były wyczuwane przez jeden lub więcej żyroskopów. Żyroskopy zamieniały te przemieszczenia na sygnały błędu, które były wzmacniane i zasilały pętle rotacyjne żyroskopów IMU. Pętle rotacyjne żyroskopów przesuwały mocą silników korekcyjnych położenie członu stabilnego tak długo, aż sygnał błędu został wyzerowany i początkowe ustawienie członu stabilnego zostało przywrócone.
Żyroskopy mają tendencję do utrzymywania swojego ustawienia w stosunku do otaczającej przestrzeni. Jeżeli żyroskop był zmuszony do obrotu wokół jego osi wejściowej (która to oś była prostopadła do osi obrotu), reagował momentem obrotowym wokół osi wyjściowej (która była prostopadła do momentu obrotowego osi wejściowych). Momenty obrotowe osi wejściowych i wyjściowych są zawsze do siebie wzajemnie prostopadłe.
Przegubowe osie platformy IMU były wyrównane, kiedy ich kąty miały 0° i wtedy:
- przegub OGA był równoległy do osi X LM
- przegub MGA był równoległy do osi Z LM
- przegub IGA był równoległy do osi Y LM

Osie stabilnego członu IMU były poprawnie zorientowane, gdy były równoległe do osi LM i do przegubowych osi IMU, gdy ich kąty wynosiły 0°.
Elementami pomiarowymi przyśpieszeniomierzy IMU były urządzenia (PIPA). Trzy przyśpieszeniomierze wraz z żyroskopami (IRIG), były zamontowane na członie stabilnym, wraz z ich osiami wejściowymi wzajemnie prostopadłymi. Jakiekolwiek zmiany prędkości LM były wyczuwane przez jeden lub więcej elementów pomiarowych (PIPA) przyśpieszeniomierzy. (PIPA) zmiany prędkości przekazywała poprzez pętle przyśpieszeniomierzy do LGC. LGC z kolei wyjściowy sygnał przyśpieszeniomierza wykorzystywał do przywrócenia (PIPA) do zerowej pozycji.
Narzędziem zasadniczym sekcji namiarów astronomicznych był optyczny teleskop wyrównania ang. Alignment Optical Telescope (AOT). AOT był teleskopem zamontowanym jako peryskop w kabinie LM, służącym do namiaru gwiazd. Kątowe namiary gwiazd były niezbędne do mechanicznego zorientowania stabilnego członu platformy bezwładnościwej w pewnych fazach misji. Fazy te, to:
- wyrównanie platformy bezwładnościowej IMU, po odłączeniu się LM od CSM
- wyrównanie platformy bezwładnościowej IMU podczas przygotowania członu wznoszenia LM do startu z powierzchni Księżyca.

Namiary jakie mógł wykonać AOT, to kątowe namiary gwiazd względem siebie i względem ustalonej pozycji teleskopu. Dysponując tymi namiarami, czasem namiaru, komputer LGC obliczał orientację stabilnego członu platformy bezwładnościowej IMU i ustawiał go.

#### Namiary gwiazd podczas lotu
Podczas namiaru gwiazd w trakcie lotu, teleskop optyczny mógł być umieszczany w jednej z trzech uprzednio ustalonych pozycji. Kody wybranych gwiazd i kod ustawionej pozycji teleskopu zostawały wprowadzone do LGC. Następnie LM był tak manewrowany aby obraz pierwszej wybranej gwiazdy znalazł się blisko centrum pola widzenia wizjera teleskopu. Kolejne manewry LM powodowały pokrycie się obrazu gwiazdy z wybraną osią na wizjerze teleskopu. W momencie kiedy gwiazda przecinała oś Y wizjera teleskopu, astronauta naciskał przycisk MARK Y, kiedy występowała koincydencja gwiazdy z osią X, astronauta naciskał MARK X. Jeżeli podczas wprowadzania współrzędnych gwiazdy wystąpił błąd, wprowadzone dane można było wymazać naciskając przycisk REJECT. Po naciśnięciu przycisków, do komputera były wysyłane i zapisywane dane o położeniu gwiazdy w dwóch płaszczyznach i czas obserwacji. Przyciski MARK Y, MARK X, REJECT i pokrętło regulacji jasności wizjera umieszczone na obudowie urządzenia Sterowania Komputerem i Jasnością Wizjera ang. Computer Control and Reticle Dimmer Assembly (CCRD). CCRD znajdowało się na obudowie AOT.
Aby wyznaczyć kierunek do gwiazdy trzeba było przez obraz gwiazdy przeprowadzić dwie prostopadłe do siebie płaszczyzny. Linia powstała z przecięcia tych płaszczyzn wyznaczała kierunek do gwiazdy. Aby określić orientację stabilnego członu platformy bezwładnościowej IMU, trzeba było określić kierunki do przynajmniej dwóch gwiazd. Procedura określania kierunku dla każdej gwiazdy była taka sama. Gwiazda, dla której wyznaczano kierunek, musiała być uprzednio zapisana w pamięci LGC. Z kierunków do przynajmniej dwóch gwiazd, czasu obserwacji, ustalonej pozycji teleskopu względem LM, komputer obliczał orientację stabilnego członu platformy bezwładnościowej IMU. Komputer najpierw obliczał jakie powinny być współrzędne astronomiczne obserwowanych gwiazd w danym momencie przy wyrównanej platformie IMU i porównując je z współrzędnym zmierzonymi otrzymywał wynik poprawek jakie należy wprowadzić w ustawieniu elementu stabilnego IMU.

#### Namiary gwiazd na powierzchni Księżyca

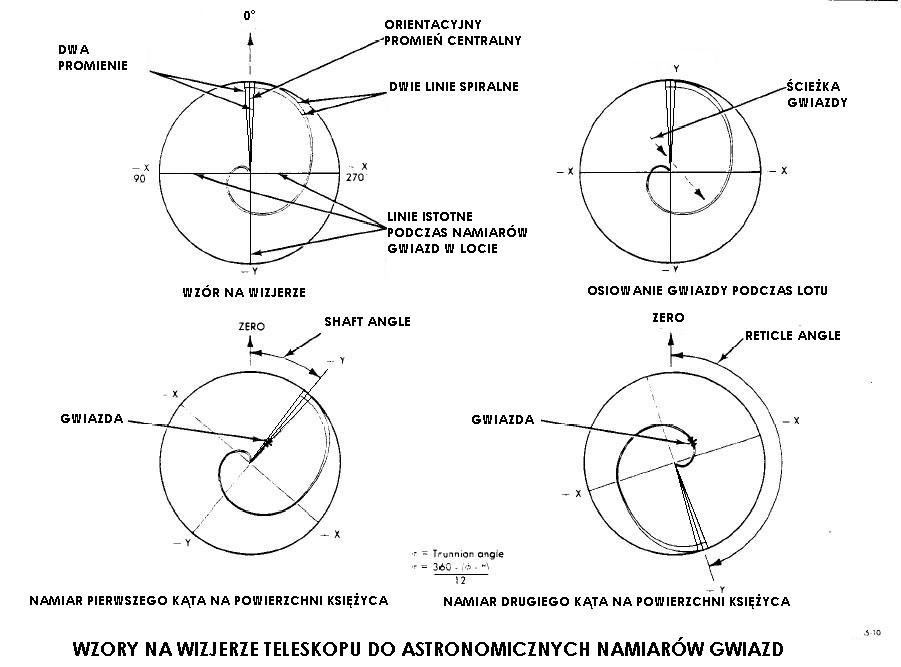
Szablony na wizjerze AOT wykorzystywane podczas namiarów gwiazd podczas lotu i na powierzchni Księżyca

Podczas postoju na powierzchni Księżyca nie było możliwości przemieszczania LM w celu uzyskania koincydencji obrazu gwiazdy z wybraną linią wizjera, dlatego na wizjerze był osobny szablon do namiarów z powierzchni Księżyca. Były to dwa dodatkowe promienie skupione wokół osi Y i dwie linie spiralne. Pierwszą operacją podczas ustalania zgrubnego kierunku do gwiazdy na powierzchni Księżyca, było ustawienie AOT w jednej z sześciu ustalonych pozycji (F, R, RR, CL, LR, L). Czynność tę wykonywano wybierakiem skokowym teleskopu AOT, pozycje wybieraka należało wprowadzić do LGC. Używając pokrętła regulowanie podziałki wizjera astronauta ustawiał obraz gwiazdy pomiędzy dwoma promieniami na wizjerze AOT. Tej czynności towarzyszyły zmiany wskazań na liczniku AOT, w których zawarta była wartość kąta do gwiazdy w płaszczyźnie pionowej. Był to kąt gwiazdy (AS – Angle Shaft) i jego zobrazowana wartość na liczniku AOT zostawała wprowadzana do LGC. Następnie astronauta regulując tym samym pokrętłem ustawiał obraz gwiazdy pomiędzy dwiema spiralnymi liniami na wizjerze AOT, co dostarczało następny odczyt kąta (AR – Angle Reticle) na liczniku AOT. Kąt (AR) będący kątem do gwiazdy w płaszczyźnie poziomej, zostawał także wprowadzany do LGC. Do LGC zostawał wprowadzany także kod gwiazdy.
Na podstawie tych danych, LGC mógł obliczyć kątowe przesunięcie gwiazdy od centrum pola widzenia, poprzez przetworzenie różnicy odczytów licznika. Stosownie do właściwości linii spiralnych wizjera, kąty (AR i AS) były proporcjonalne do odległości tych gwiazd od centrum pola widzenia AOT. Używając tych kątów i równania proporcjonalności, LGC był w stanie obliczyć kierunek do gwiazdy (w dwóch płaszczyznach). Namiary położeń przynajmniej dwóch gwiazd przeprowadzonych według tej procedury było konieczne do obliczenia przez LGC orientacji stabilnego członu platformy bezwładnościowej IMU.
Dane które wprowadzano do LGC:
- jedna z sześciu pozycji skokowego wybieraka ustalającego położenie AOT (F, R, RR, CL, LR, L).
- kąt gwiazdy (AS – angle shaft) zobrazowany na liczniku AOT
- kąt gwiazdy (AR – angle reticle) zobrazowany na liczniku AOT
- kod namierzanej gwiazdy uprzednio zapisanej w pamięci LGC

Dane te wprowadzano do LGC za pośrednictwem klawiatury DSKY znajdującej się na panelu 4, pomiędzy dowódcą LM i pilotem LM, nad włazem na platformę i drabinę. Górna połowa DSKY zawierała wyświetlacze i wskaźniki a dolna klawiaturę.

### System radiolokacyjny

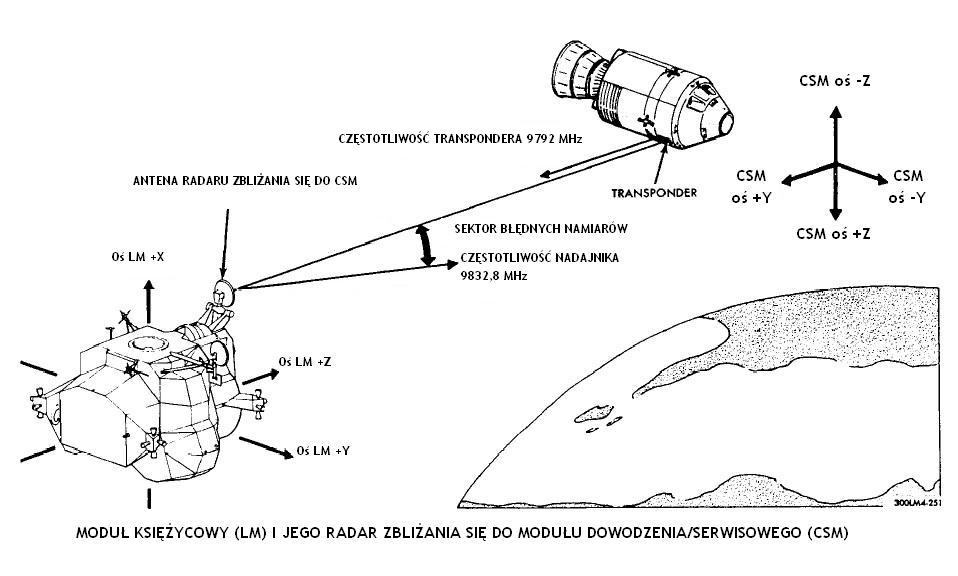
Rendezvous radar

Radiolokacyjny podsystem modułu księżycowego był używany podczas:
1. lądowania modułu księżycowego na powierzchni Księżyca
2. operacji zbliżania się i dokowania LM do modułu dowodzenia/serwisowego ang. Command/Service module (CSM) na orbicie okołoksiężycowej

Podczas tych operacji LM używał urządzeń radiolokacyjnych do:
- pomiaru odległości do CSM
- pomiaru prędkości względnej pomiędzy LM i CSM
- wyznaczania linii łączącej LM i CSM
- pomiaru odległości do powierzchni Księżyca
- pomiaru prędkości LM względem powierzchni Księżyca

Do realizacji zadań stosowano urządzenia zaprojektowane specjalnie do określonej operacji, i były to:
1. radar lądowania ang. landing radar (LR)
2. radar śledzenia CSM ang. rendezvous radar (RR)

Obydwa radary informowały astronautów i komputer pokładowy odnośnie do położenia i prędkości LM względem określonego obiektu. Podczas lądowania obiektem była powierzchnia Księżyca, a podczas zbliżania się do CSM obiektem był moduł dowodzenia.
Obydwa urządzenia radiolokacyjne (radary) pracowały metodą fali ciągłej wykorzystując zjawisko Dopplera

#### Radar zbliżania się do CSM (RR) i transponder (RRT)

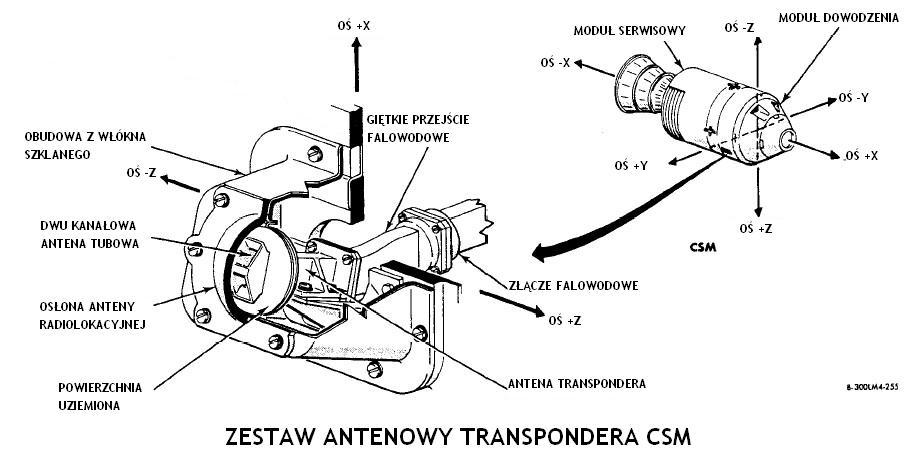
Antena transpondera zamontowana na module dowodzenia

RR znajdujący się na LM dostarczał następujące dane:
- odległość do CSM
- kierunek do CSM ang. line of sight (LOS)
- prędkość względną pomiędzy LM i CSM ang. range rate
- kąty położenia anteny RR w stosunku do CSM
  - kąt odchylenia w płaszczyźnie pionowej (kąt pochylenia)
  - kąt odchylenia w płaszczyźnie poziomej (kąt kursu)

Dane te były przekazywane do LGC i do wyświetlaczy LM. LGC odległość do CSM określał poprzez pomiar czasu, który upłynął pomiędzy nadaniem a odbiorem sygnału. Zakres odległości, w których pracował RR wynosił od 24 metrów do 740 kilometrów. Prędkość względna pomiędzy LM i CSM była obliczana pośrednio przez pomiar dwukierunkowego przesunięcia dopplerowskiego fali nośnej odebranej od transpondera ang. rendezvous radar transponder (RRT), który znajdował się na CSM. Zakres prędkości, które mierzył RR wynosił: od -1480 m/sek do +1480 m/s.
LGC na podstawie zgromadzonych danych wyznaczał kierunek znajdowania się CSM i na tym kierunku umieszczał oś +Z LM. Również w kierunku CSM kierował antenę RR tak, aby RRT umieszczony na CSM mógł odebrać częstotliwość nadajnika RR, która wynosiła 9832,8 MHz. RRT, gdy w jego zasięgu nie było nadajnika RR (9832,8 MHz plus przesunięcie Dopplera), przeszukiwał przestrzeń w zakresie ±104 kHz wokół nominalnej częstotliwości nadajnika wynoszącej 9792 MHz. W momencie odebrania częstotliwości RR, RRT zatrzymywał przeszukiwanie częstotliwości w zakresie ±104 kHz i przejmował sygnał nadajnika RR, poprzez blokowanie fazy częstotliwości nośnej RR. RRT przesuwał częstotliwość RR o 40,8 MHz do 9792,8 MHz (plus przesunięcie Dopplera) i wysyłał do RR.

RRT operował w następujących trybach:
- - Tryb transpondera. RRT pracował w tym trybie, kiedy odbierał sygnał nadajnika RR. W trybie tym RRT emitował sygnał o fali ciągłej, o modulowanej fazie, której częstotliwość była niższa od częstotliwości nadajnika RR o 40,8 MHz. W modulacji fazy były zawarte te same częstotliwości co w RR, a były nimi: 200 Hz, 6,4 kHz, 204,8 kHz.
  - Tryb latarni morskiej. RRT przechodził w ten tryb, kiedy nie było sygnału RRT. Generator o automatycznie zmieniającej się częstotliwości regularnie oscylował wokół nominalnej częstotliwości 9792 MHz w zakresie ±104 kHz. Kiedy antena RRT odebrała sygnał nadajnika RR o mocy nieznacznie przekraczającej próg zadziałania detektora w urządzeniu blokowania zapętlenia, zostawała wstrzymywana praca generatora przemiatającego (±104 kHz), i zostawało wydawane zezwolenie na śledzenie.
  - Tryb samotestowania. Tryb ten umożliwiał astronautom sprawdzenie sprawności RRT. Inicjacja tego trybu następowała z zewnętrznego źródła. Test ten poprawnie weryfikował RRT w przypadku prawidłowej reakcji na symulowany sygnał z odległości 360 km. Testowy generator udostępniał sygnał z urządzenia mikrofalowego.[26]

RR i RRT współpracowały podczas poszukiwania, śledzenia, spotkania i połączenia modułów LM i CSM na orbicie okołoksiężycowej. Kiedy RR poszukiwał lub śledził RRT umieszczony na CSM, emitował falę ciągłą pracując w koherentnym systemie blokowania fazy. RRT odpowiadał sygnałem koherentnym (zgodnym w fazie).
W ognisku parabolicznego reflektora anteny RR znajdował się element zbierający energię, który posiadał cztero kanałowe wejście (A, B, C, D). Jeżeli antena RR była dokładnie ustawiona w kierunku patrzenia anteny transpondera, to wszystkie cztery kanały anteny RR odbierały sygnał tej samej mocy. Natomiast jeżeli antena RR nie była skierowana dokładnie w kierunku anteny transpondera, odebrana energia nie była równo podzielona pomiędzy cztery kanały. Sygnał odebrany przez cztery kanały anteny był kierowany do komparatora, który tak go przekształcał, aby otrzymać sumę i różnice energii odebranej przez poszczególne kanały. Sumaryczny sygnał reprezentujący sumę energii odebranej przez wszystkie cztery porty przedstawia następujący zapis (A+B+C+D). Różnice mocy sygnałów reprezentujące różnice odebranych energii przez porty odbiorcze, były przetwarzane przez dwa kanały:
- kanał przedstawiający różnice odchylenia w płaszczyźnie pionowej – różnice te reprezentowała suma energii dwóch pionowo sąsiadujących ze sobą kanałów (A+D)-(C+B).
- kanał reprezentujący różnice odchylenia w płaszczyźnie poziomej – różnice te reprezentowała suma energii odebranej przez dwa poziomo przyległe kanały (A+B)-(C+D)[27].

Komparator posiadał trzy wyjścia:
1. wyjście sygnału sumarycznego (A+B+C+D)
2. wyjście kanału kąta odchylenia w płaszczyźnie pionowej (A+D)-(C+B)
3. wyjście kanału kąta odchylenia w płaszczyźnie poziomej (A+B)-(C+D)

RR pracował w trzech trybach:
1. śledzenia automatycznego
2. manualnym
3. sterowania komputerowego

W trybie automatycznym śledzenie CSM odbywało się niezależnie od LGC. W tym trybie śledzenie polegało na porównywaniu sygnałów w kanałach kąta odchylenia w płaszczyźnie pionowej i w kanałach odchylenia w płaszczyźnie poziomej z kanałem sygnału sumarycznego. Jeżeli kod wynikowy takiego prównania wskazywał błąd, oznaczało to przesunięcie anteny w określonej płaszczyźnie.
Tryb manualny pozwalał astronautom obracać antenę RR w dwóch płaszczyznach według wskazań wyświetlaczy.
We współpracy z komputerem, RR dostarczał danych na temat:
- odległości pomiędzy LM i CSM
- prędkości względnej pomiędzy LM i CSM
- kątów wychylenia anteny RR w dwóch płaszczyznach względem transpondera na CSM

#### Radar lądowania

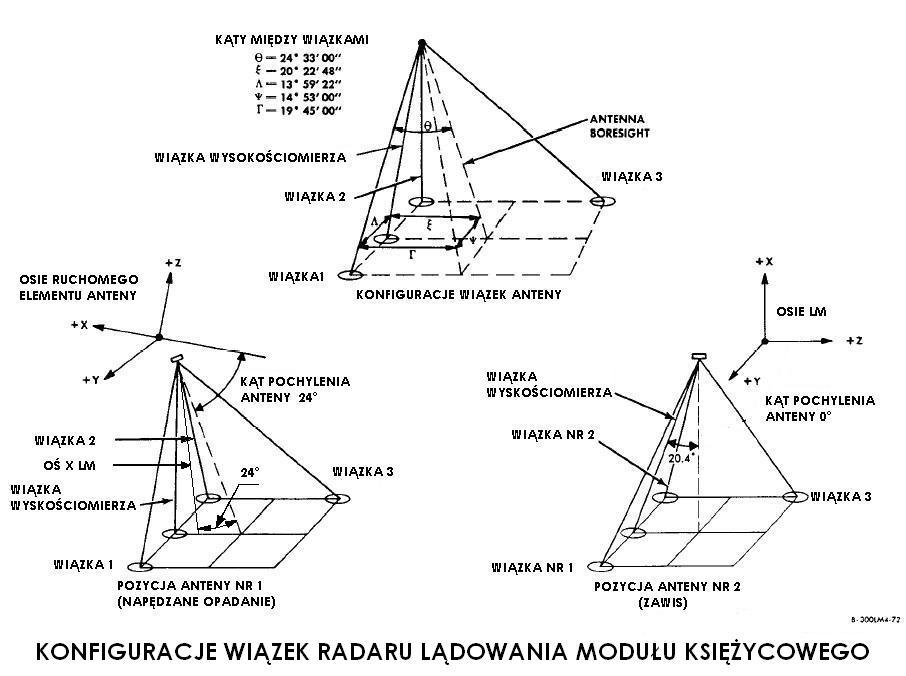
Konfiguracje wiązek elektromagnetycznych radaru lądowania modu

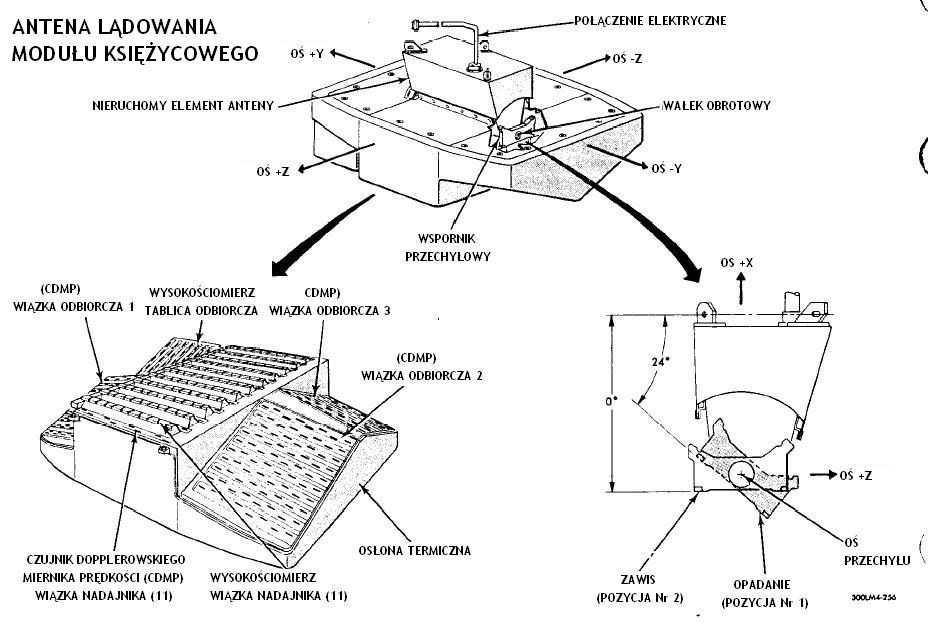
Antena radiolokacyjnej stacji lądowania modułu księżycowego

LR dostarczał PGNS i astronautom informacje w zakresie odległości i prędkości LM podczas opadania na powierzchnię Księżyca. Bazując na tych informacjach PGNS wypracowywał sygnały sterowania LM podczas zniżania, zawisu na małych wysokościach, i łagodnego lądowania w wybranym miejscu. Pierwsze włączenie LR następowało na 5 minutową kontrolę testową podczas sprawdzania LM przed rozłączeniem się z CSM. LR aktywował się na wysokości 15 000 m i pozostawał aktywny do momentu dotknięcia powierzchni Księżyca.
LR określał prędkość i wysokość nad powierzchnią Księżyca przy użyciu uzbrojonego w trzy elektromagnetyczne wiązki dopplerowskiego czujnika prędkości ang. Doppler velocity sensor i radarowego wysokościomierza. Współrzędne prędkości były obliczane na podstawie zmierzonego przesunięcia dopplerowskiego wzdłuż trzech wiązek energii mikrofalowej, jak również na podstawie dopplerowskiego przesunięcia występującego w wiązce radarowego wysokościomierza. Wysokościomierz radarowy pracował w trybie wykorzystującym zjawisko Dopplera i efektem jego pracy był tzw. zasięg skośny, z którego LGC obliczał wysokość LM nad powierzchnią Księżyca.
LR zamontowany był w członie zniżania LM i składał się z urządzenia antenowego i z urządzenia elektronicznego. Urządzenie antenowe zawierało dwie tablice, które emitowały cztery elektromagnetyczne wiązki związane z pomiarem prędkości i dwie związane z pomiarem wysokości. Cztery tablice odbierały energię odbitą od trzech wiązek elektromagnetycznych powiązanych z pomiarem prędkości i jednej związanej z pomiarem wysokości.
Podczas opadania LM na powierzchnię Księżyca, zestaw antenowy LR wysyłał w kierunku księżycowej powierzchni cztery wiązki (10,51 GHz) do pomiaru prędkości i dwie (9,58 GHz) do pomieru wysokości. Trzy oddzielne wiązki prędkości zawierały dopplerowskie znaczniki prędkości. Wysokość LM wywodziła się od dopplerowskiej kompensacji zakresu częstotliwości.
Konstrukcja anteny LR miała mechanizm umożliwiający przechylenie anteny i ustawienie jej w jednym z dwu możliwych położeń. Na komendę inicjowaną przez LGC lub przez przełącznik ustawiany ręcznie przez astronautę, siłownik przemieszczał położenie anteny w pozycję 1 (opadanie napędzane) lub w pozyzję 2 (zawis). W położeniu 1 (opadanie napędzane) centrum grupy wiązek było pochylane o 24° w stosunku do osi X LM, a w położeniu 2 (zawis) centrum grupy wiązek było równoległe do osi X LM. Podczas lądowania początkowo antena była ustawiona w pozycji 1 (opadanie napędzane). W standardowej misji na wysokości około 2340 metrów LGC ustawiał antenę w pozycji 2 (zawis) i w tej pozycji antena pozostawała do osiągnięcia powierzchni Księżyca. Na wysokości 150 metrów lub mniejszej astronauci włączali manualny tryb sterowania LM, który obowiązywał do osiągnięcia powierzchni Księżyca. LR w tej fazie misji mógł wstrzymać całkowicie opadanie LM, a na wysokości uprzednio wybranej (zwykle 15 metrów) szybkość przesyłania danych z LR do LGC zostawała zmniejszana.
Kiedy operacja lądowania na powierzchni Księżyca została zakończona LR zostawał automatycznie wyłączany.

## Galeria zdjęć modułu księżycowego

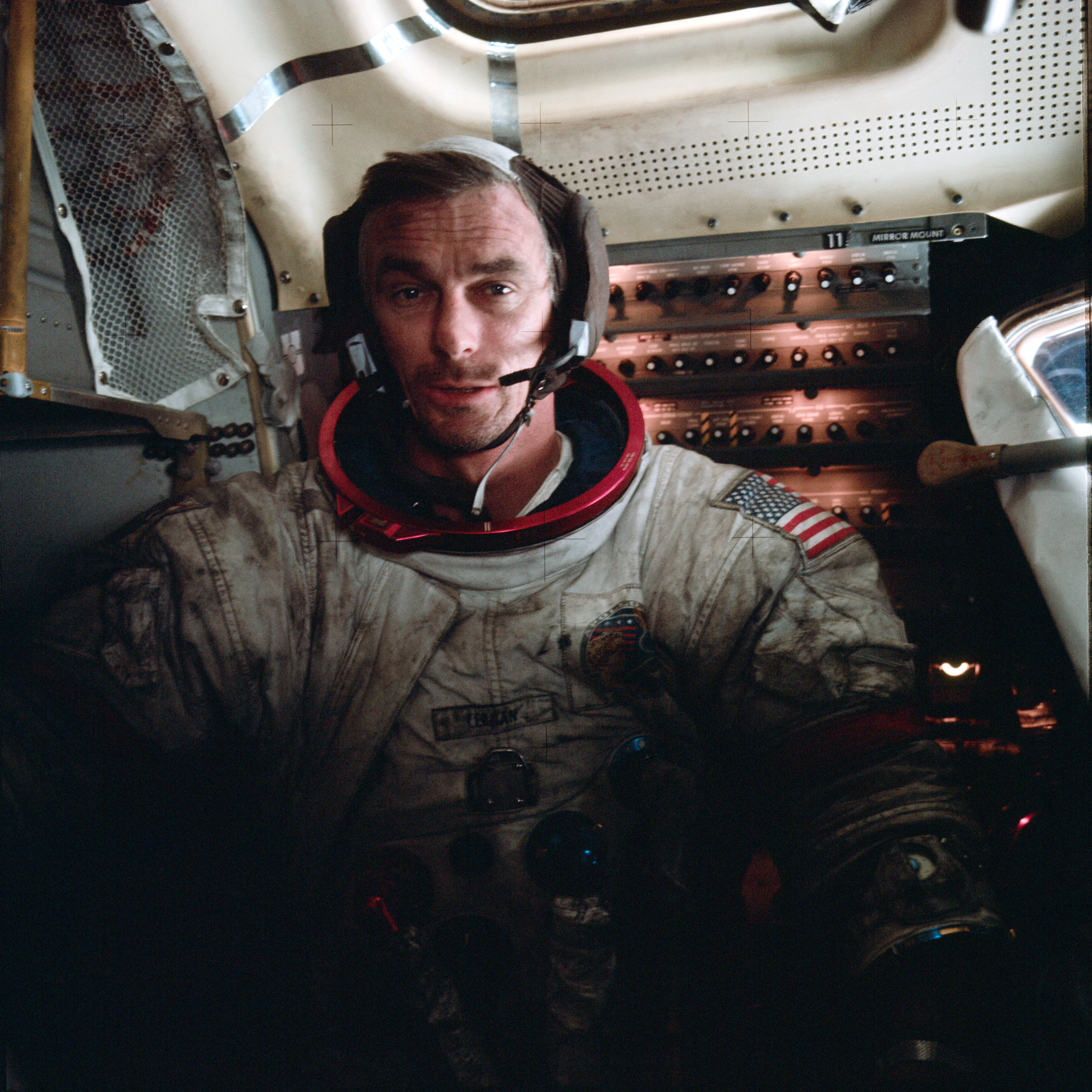
Eugene Cernan we wnętrzu modułu księżycowego na powierzchni Księżyca
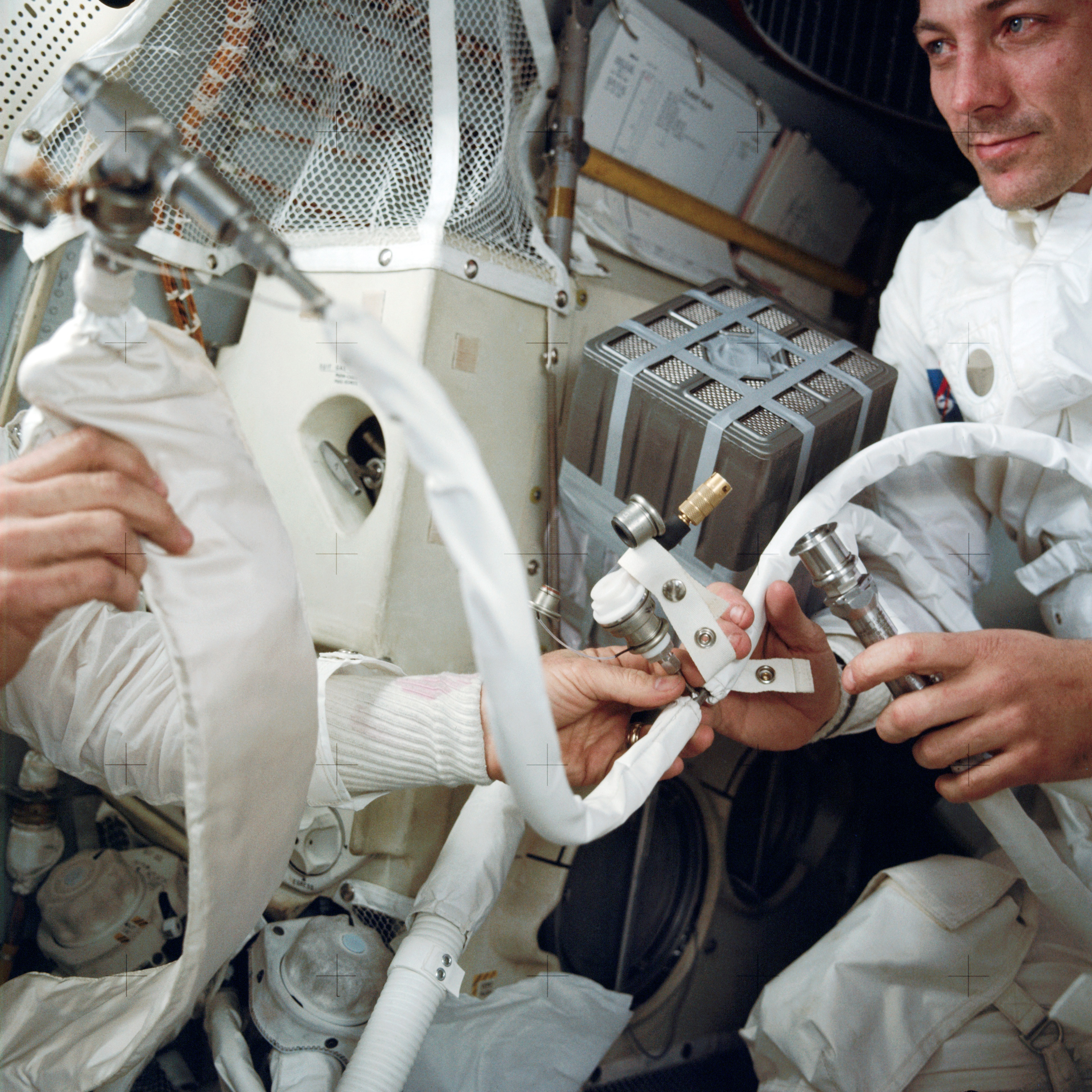
Prowizorka na pokładzie LM uratowała życie trzem astronautom podczas misji Apollo 13
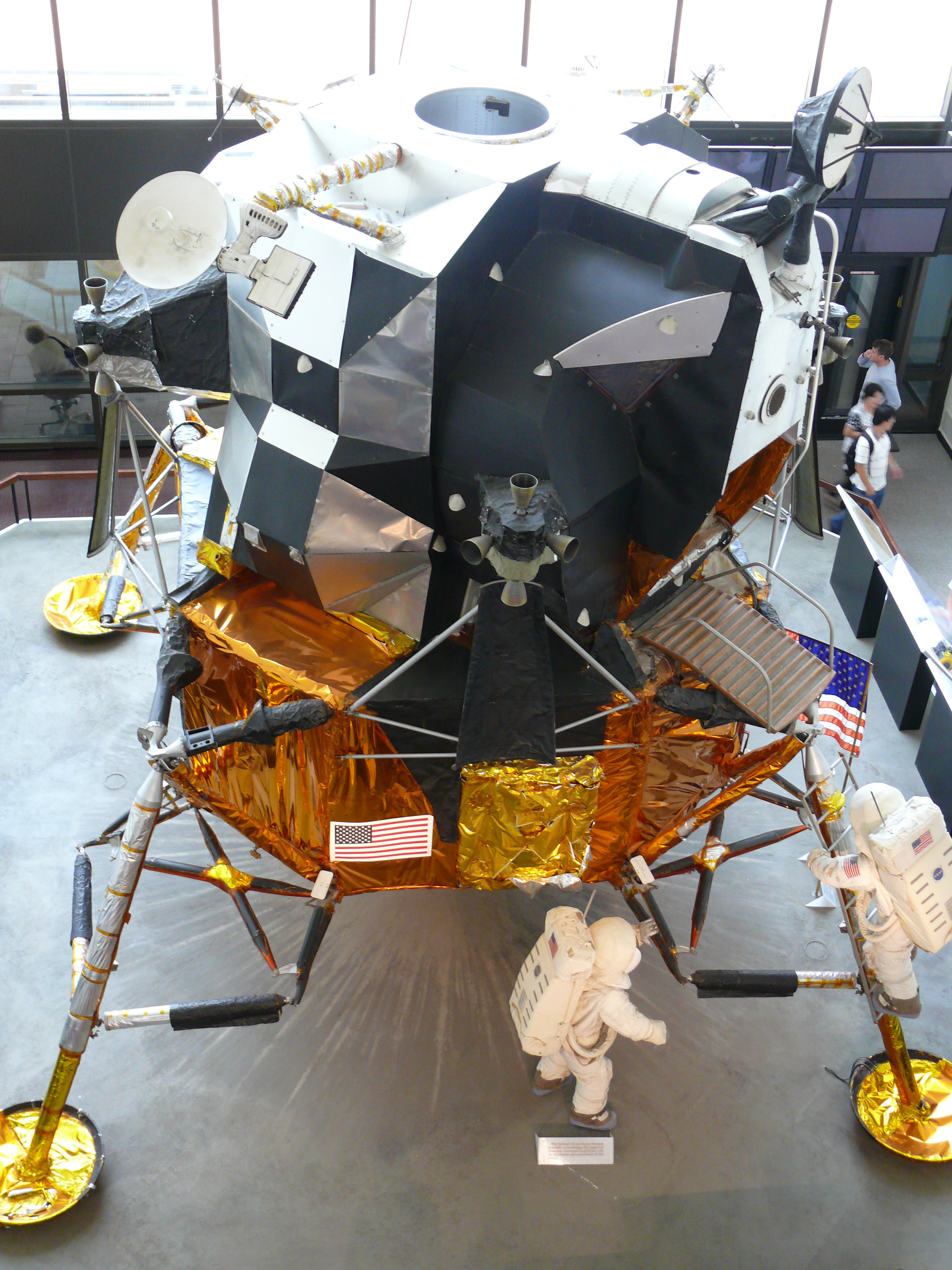
Moduł księżycowy w National Air and Space Museum
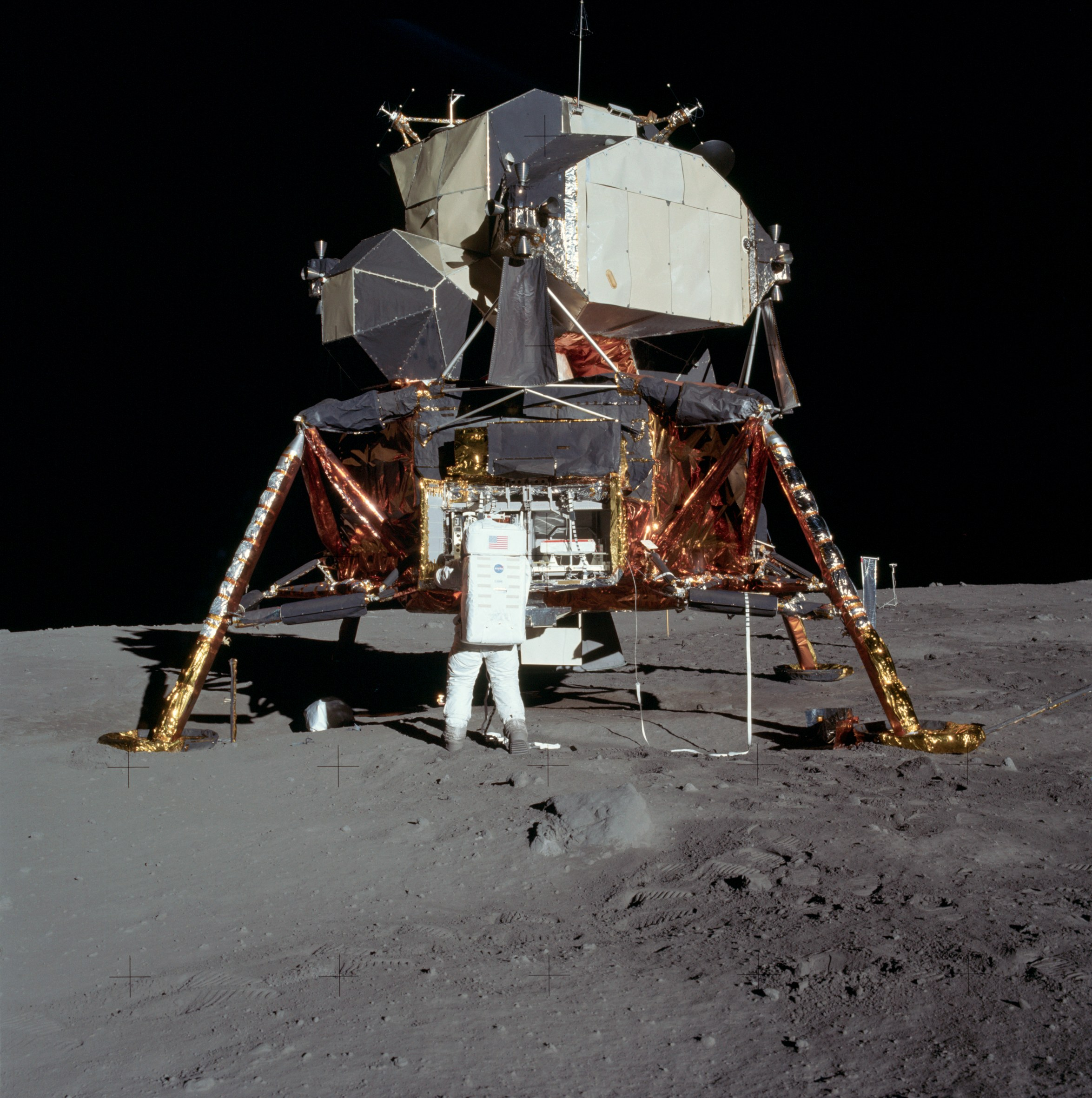
Buzz Aldrin bierze z zasobnika w członie zniżania sejsmometr aby zainstalować go na powierzchni Księżyca
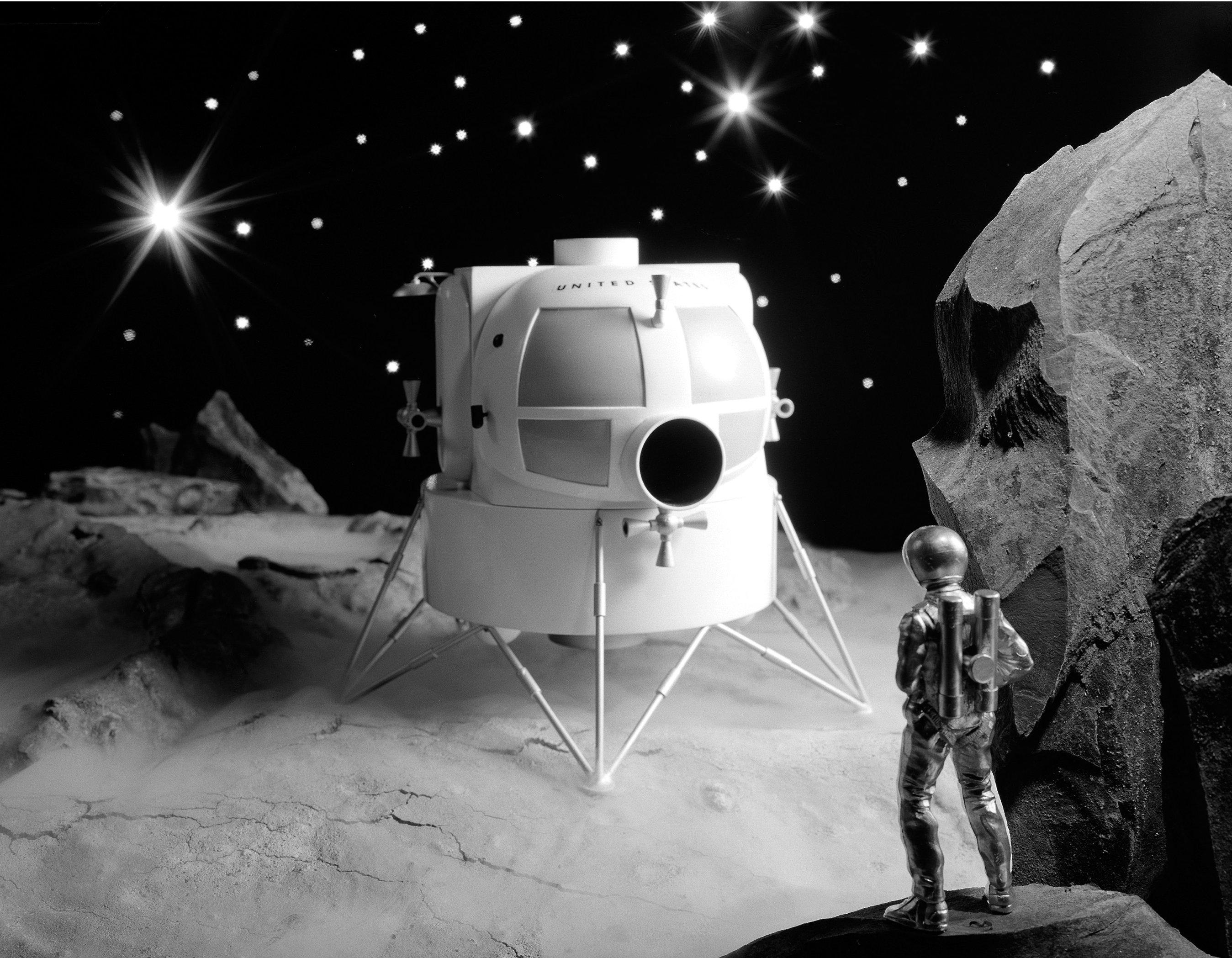
Model LM opracowany przez pracowników NASA w 1963 roku